# Fête de la Saint-Jean
Pour les articles homonymes, voir Saint-Jean, saint Jean et Jean.

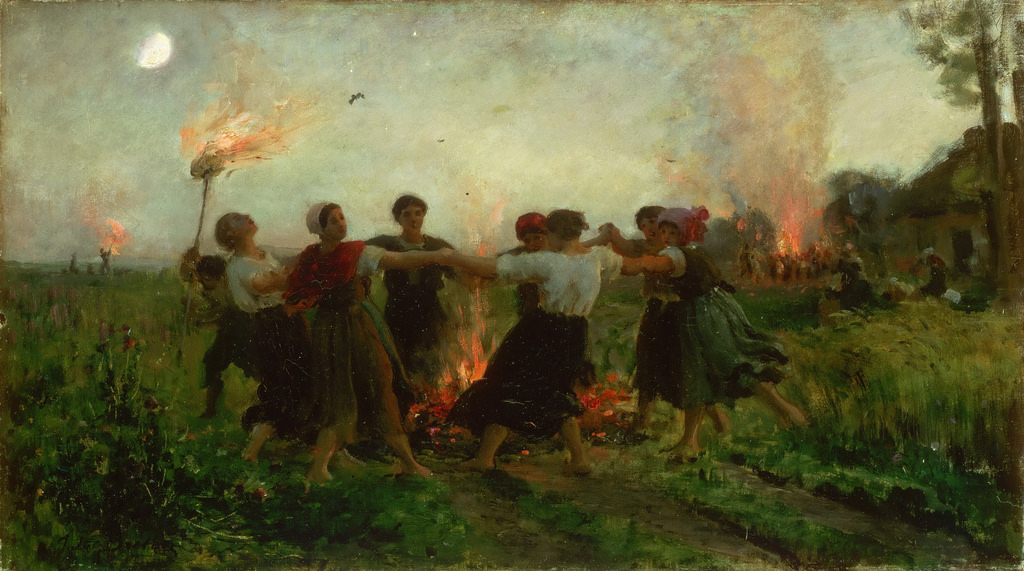
Jules Breton, La Fête de la Saint-Jean, 1875, musée des Beaux-Arts de Philadelphie.

La fête de la Saint-Jean, traditionnellement accompagnée de grands feux de joie (Ignes jucunditatis en latin) ou Nied Fyr (« Feux de Joie » dans le dialecte des Francs) ou encore feux de la Saint-Jean dans la tradition chrétienne, est la fête de Jean le Baptiste, le 24 juin.
Elle est proche du solstice d'été dans l'hémisphère nord, qui a lieu le plus fréquemment le 21 juin (sinon du 20 au 22 selon l'année et le fuseau horaire ; et exceptionnellement le 19 juin).
Le solstice d'été est fêté depuis longtemps, originellement en lien avec le culte du soleil. « Les feux de solstices ou feux solsticiaux païens étaient au Moyen Âge allumés aux points de croisement des chemins, dans les champs, pour empêcher que les sorcières et magiciennes n'y passent pendant cette nuit ; on y brûlait parfois les herbes cueillies le jour de la Saint-Jean, contre la foudre, le tonnerre, les orages et l'on pensait écarter par ces fumigations les démons et les tempêtes ». Après avoir tenté d'empêcher cette fête païenne, l'Église catholique l'a christianisée en la dédiant à Saint-Jean, mais sans participer aux rituels délictuels qui se sont conservés au moins jusqu'au XIXe siècle dans une grande partie de l'Europe.

## Origines

### Les fêtes antiques du solstice d'été
En Syrie et en Phénicie, le solstice donnait lieu à une grande fête en l'honneur de Tammuz, qui commençait la veille au soir, comme dans la Saint-Jean traditionnelle.
En Europe, la fête préchrétienne est une fête pastorale et agricole, mais également une fête de l'union conjugale. La signification du feu rituel est celle d'un feu terrestre homologue du feu céleste du soleil. La finalité du rituel aurait changé dans les temps pré et proto-historiques : initialement, destiné à soutenir le soleil à son apogée, mais à la veille de son déclin, ses fonctions prophylactiques et fécondantes auraient prévalu par la suite, quand le rituel s'est appliqué à l'agriculture et à l'élevage.
Les feux de la Saint-Jean-Baptiste, autour desquels on danse et par dessus lesquels on saute le 24 juin, sont une coutume païenne liée au solstice d'été. Le feu purificateur était censé éloigner les esprits mauvais et protéger les récoltes. Il s'accompagnait autrefois de sacrifices d'animaux (chats, renards), enfermés dans une cage ou un cercle de flammes. César mentionne déjà cet usage (BG VI, 16) pour stigmatiser aux yeux de ses lecteurs romains la barbarie gauloise.
Les feux de la Saint-Jean, repris par les chrétiens avec le nom de Saint-Jean (souvent avec une tolérance du clergé, mais sans qu'un représentant officiel de l'église catholique n'y prenne jamais part, hormis parfois, localement, pour bénir l'arbre de la Saint-Jean à la demande des habitants de la paroisse), auraient été copiés sur les rites datant d'avant la christianisation de bénédiction des moissons, des troupeaux et des habitations.
Selon Jean Haudry, les chrétiens ont très tôt relié les fêtes du feu du solstice d'été à Saint Jean Baptiste en jouant sur la signification d'un passage de l'évangile « il faut qu'il [Jésus] croisse et que moi [Jean] je diminue » (Jean, 3, 30) qui a une tout autre signification.

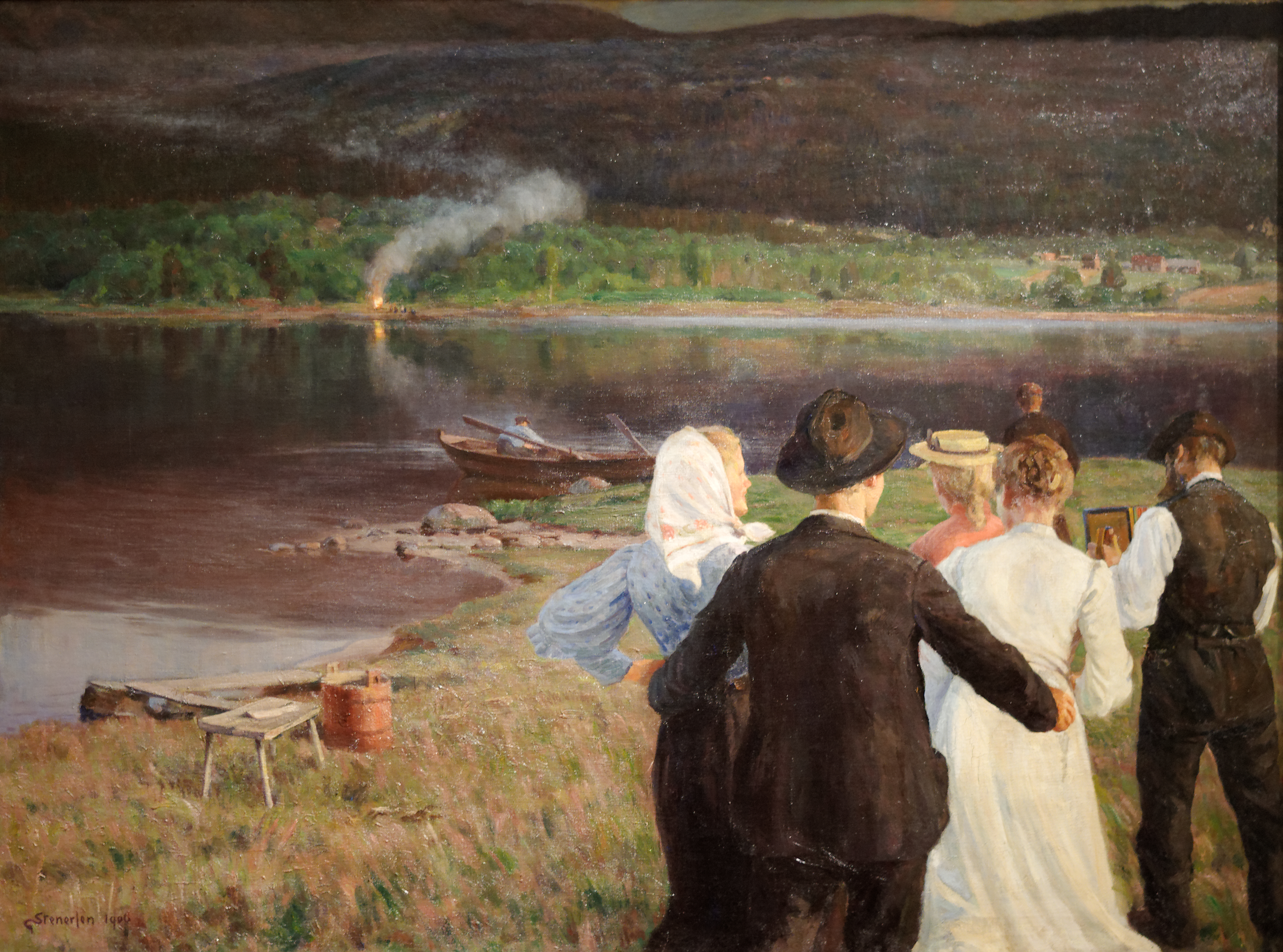
Midsummer Night, Gudmund Stenersen (1906).
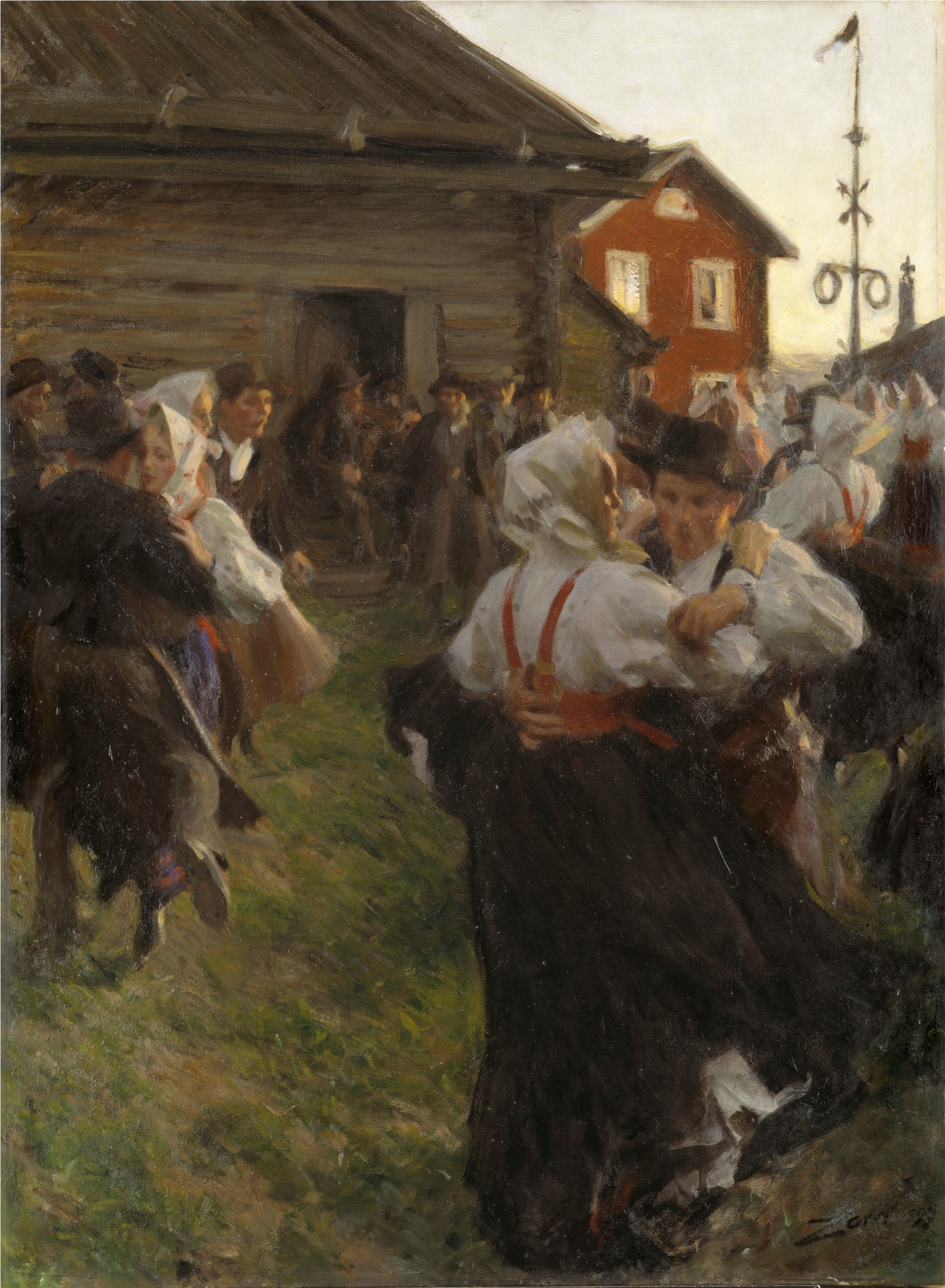
Danse au solstice d'été par Anders Zorn.
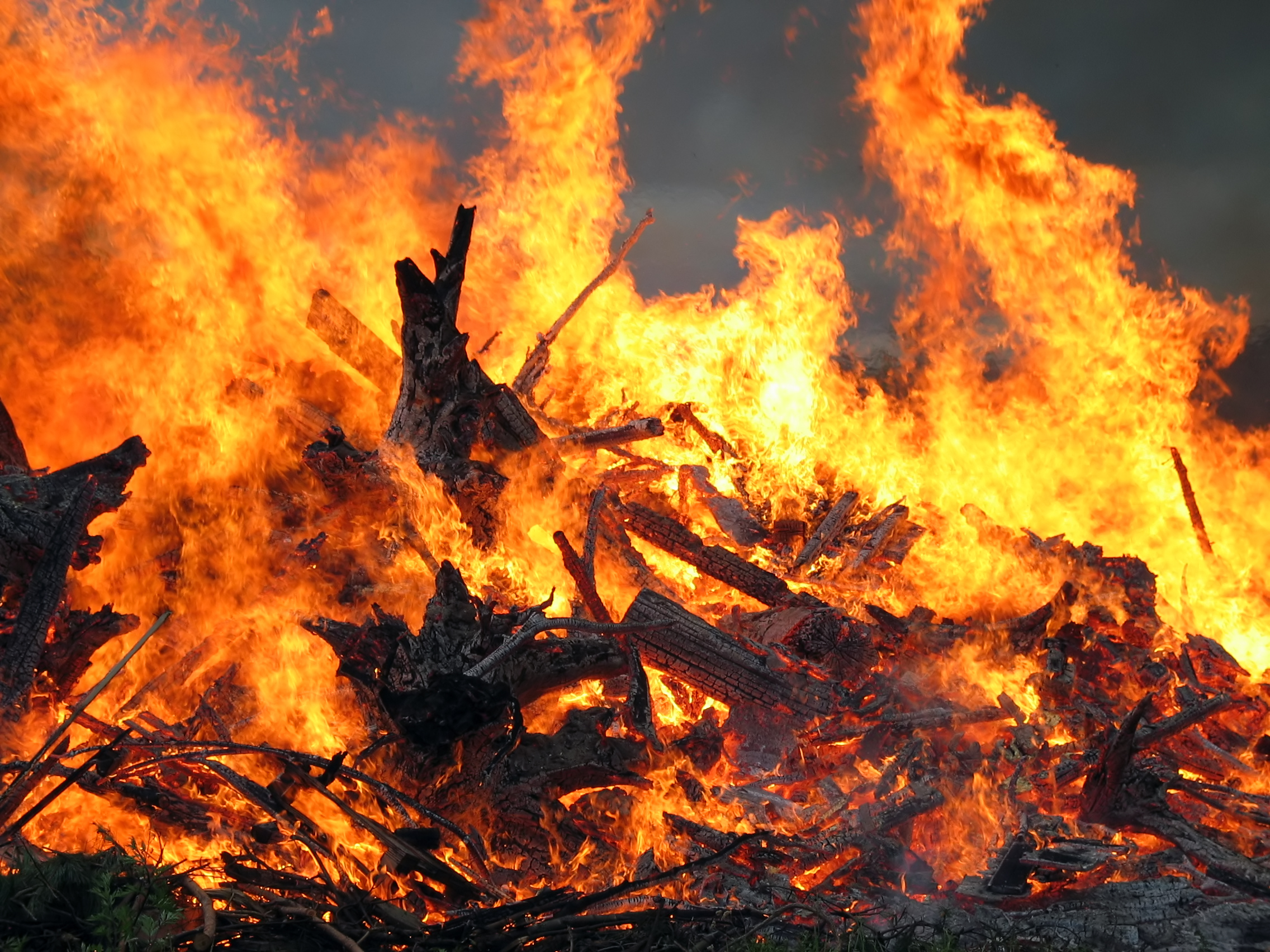
Célébration du Solstice d'été, Mäntsälä, Finlande.

### La naissance de saint Jean Baptiste
Le récit de saint Jean Baptiste se trouve dans l'Évangile selon Luc (Lc 1), imbriqué avec celui de la naissance de Jésus-Christ : l'auteur raconte l'apparition de l'ange Gabriel à Zacharie, un vieux prêtre du Temple de Jérusalem. Il lui annonce que sa femme Élisabeth, qui ne lui a pas donné d'enfant et souffre de sa stérilité, va lui donner un fils, nommé Jean, qui sera un prophète. Zacharie refuse de le croire, compte tenu de son grand âge et de la stérilité de sa femme : il est puni de son incrédulité par la perte de la parole. Neuf mois plus tard, Elisabeth donne naissance à un garçon. Lors de la circoncision de l'enfant, sa famille s'étonne de son souhait de le nommer Jean, et interroge Zacharie qui confirme le choix de sa femme par écrit, avant de retrouver l'usage de la parole pour chanter un cantique de louange.
Cet événement fait l'objet d'un culte à la date du 24 juin, au moins dès le VIe siècle.

## La fête liturgique de la Nativité de saint Jean Baptiste
Pour les Églises catholiques et orthodoxes, la fête du 24 juin, six mois avant Noël, célèbre la Nativité de Jean Baptiste, cousin de Jésus Christ.

### Dans l’Église catholique
L'Église latine, assistée par le pouvoir des empereurs et des rois a d'abord cherché à interdire les feux solsticiaux et les rites païens pratiqués à cette occasion. Ainsi, vers le milieu du VIIe siècle, saint Éloi dans l'un de ses sermons les prohibait vigoureusement : « Que nul, à la fête de saint-Jean ou dans des solennités quelconques, ne célèbre les solstices et ne se livre à des danses tournantes ou sautantes, ou à des caraules, ou à des chants diaboliques » (Nullus in festivitate sancti joannis, vel quibuslibet solennitatibus, solstitia, aut vallationes vel saltationes, aut caraulas, aut cantica diabolica exerceat)
L'Église catholique, assistée par le pouvoir laïque, a ensuite christianisé la pratique païenne, tout en condamnant, plus ou moins vivement, les feux sacrilèges païens (par exemple explicitement condamnés par le capitulaire de 742 édicté par Karloman et contenant des dispositions prohibitives relatives aux coutumes païennes, lesquelles incluaient « ces feux sacrilèges qu'on appelle nied fyr », nied fyr signifiant feux de joie , ou certains rituels associés (dont l'allumage des feux solsticiaux par le frottement du bois, par opposition aux feux normaux, allumés par un silex frotté contre un briquet d'acier). Allumer un feu par le frottement du bois était considéré au VIIIe siècle par l'auteur anonyme de l' lndiculus superstitionum et paganiarum comme une pratique païenne et sacrilège.
Avant le concile de Trente, la fête de la Nativité de saint Jean Baptiste semble avoir été précédée par un temps de jeûne d'une durée mal connue, attesté aux IXe et XIe siècles, et qui n'aurait pas encore tout à fait disparu à la fin du XIIIe siècle. La veille, 23 juin, est une vigile où l'on jeûne et dispose d'une messe spécifique, où est lu le récit de l'apparition de l'ange Gabriel à Zacharie, ainsi que le récit de la vocation de Jérémie.
Le sacramentaire léonin, au VIe siècle, indique pour le jour de la fête deux messes au choix, et deux autres, également au choix, pour la célébration au baptistère du Latran, consacré à saint Jean Baptiste. Au IXe siècle, les sacramentaires comptent la fête de la Saint-Jean-Baptiste comme l'une des plus importantes de l'année. Au total, on célèbre trois messes à cette occasion : celle de la veille, celle de la nuit et celle du jour. À Rome, la messe de la nuit est célébrée au baptistère du Latran. La plupart des textes chantés lors des messes ou de l'office sont tirés des évangiles ou des prophètes. La messe du jour, la plus solennelle, dispose d'une séquence.
Au cours du temps, l'usage de la messe de la nuit disparaît et elle est définitivement supprimée lors du concile de Trente, avec la séquence de la messe du jour. Les textes de la messe de la veille et du jour même restent les mêmes qu'auparavant, tirés pour la plupart de l’Évangile de Luc et des prophètes Isaïe et Jérémie.
La fête dispose d'une octave, le 1er juillet.
Depuis la réforme liturgique de 1969, la Nativité de saint Jean Baptiste a le rang d'une solennité, c'est-à-dire qu'elle compte parmi les fêtes les plus importantes de l'année. La vigile, le 23 juin, est supprimée, de même que l'octave. Seule subsiste la messe du jour, où on lit le récit de la naissance.

## Fêtes traditionnelles

### Pays baltes, slaves, nordiques

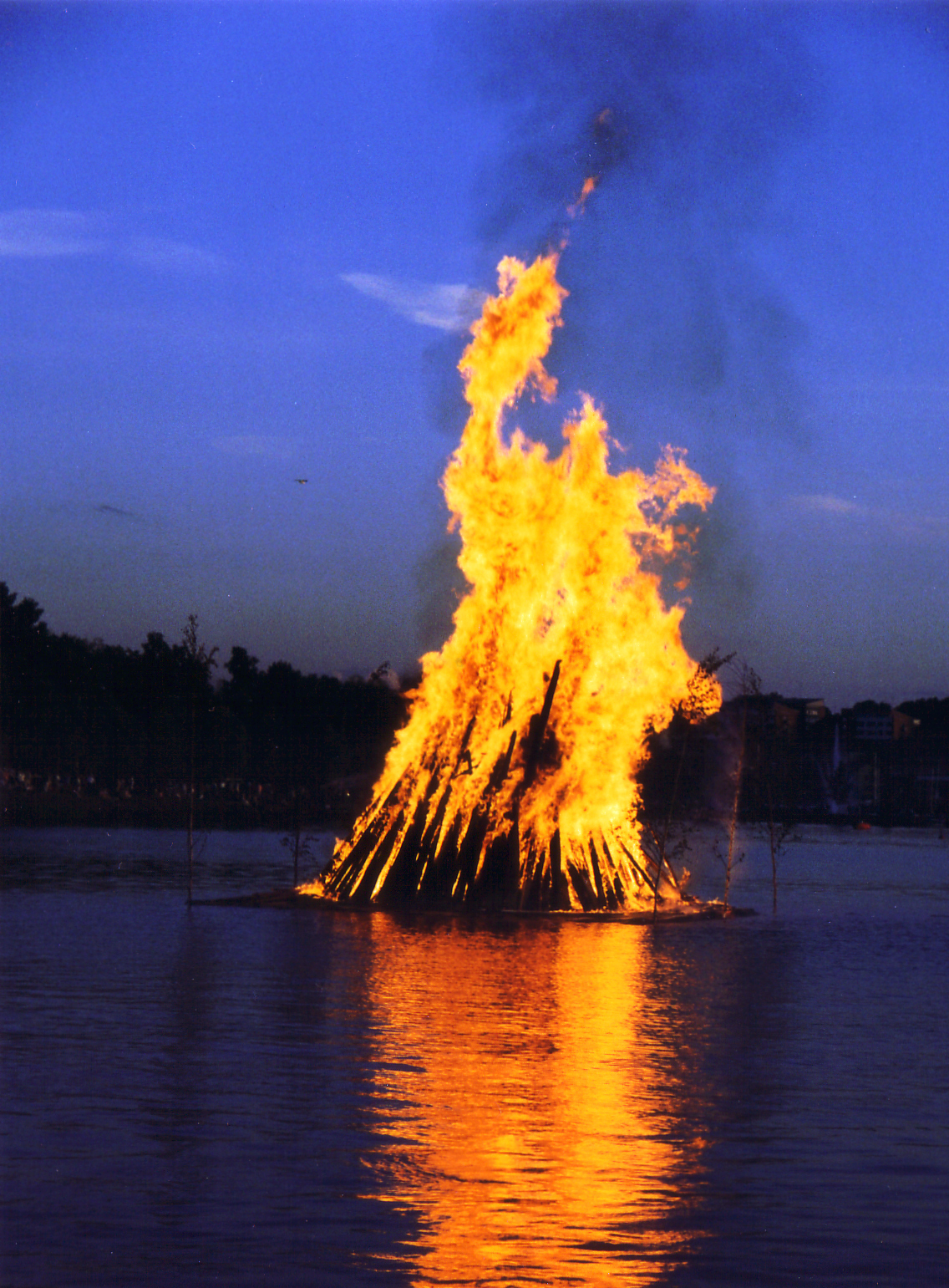
Feu de joie de Midsummer, en Finlande.

- Midsummer Eve
- Jāņi
- Kupala (fête)
- Jaanipäev

### Canada
Au Québec, il s'agit désormais de la Fête nationale du Québec. La fête a remplacé la fête religieuse traditionnelle de la Saint-Jean-Baptiste qui soulignait jadis le début de l'été et donnait lieu à des feux de joie sur les berges du Saint-Laurent. Dans les années 1960 et 1970 la Saint-Jean est devenue au Québec l'un des symboles de l'affirmation nationale québécoise, devenant le point de convergence des grands rassemblements politiques, sociaux et culturels ainsi qu'un événement très festif, rassembleur, médiatisé et extrêmement populaire, mobilisant les plus importants artistes et intellectuels de cette société francophone d'Amérique. Elle demeure à ce jour un des rendez-vous annuels majeurs de la collectivité québécoise. Elle fut officiellement renommée et décrétée "Fête nationale du Québec" par le gouvernement québécois en 1977, bien que la population la surnomme encore fréquemment "Saint-Jean" de manière officieuse.
Les plus importantes célébrations de la Saint-Jean-Baptiste au Canada français hors Québec ont lieu dans le cadre du Festival franco-ontarien, qui se tient chaque année à Ottawa, en Ontario. La Saint-Jean-Baptiste est aussi une célébration importante pour la région du nord de l'Ontario dans diverses petites villes, dont Hearst et Kapuskasing. Bien que la célébration de la Saint-Jean-Baptiste par les Acadiens en tant que fête catholique ne soit pas inconnue, elle est largement surpassée par la Fête nationale de l'Acadie le 15 août, instituée en 1881 lors d'une convention acadienne, alors que cette date était en compétition avec le 24 juin.

### En Belgique

#### À Mons
À Mons, jusqu'en 1823, la Saint-Jean se fêtait par l'allumage d'un feu dans chaque quartier. Ce feu était accompagné d'un coq en cage. Les feux sont montés grâce aux récoltes de bois des enfants. Un concours de chant a aussi lieu à la Saint-Jean. Le premier prix en est un coq vivant.
À la suite d'un incendie survenu dans une autre ville de Belgique, le collège des bourgmestre et échevins de l'époque interdit la fête.
Depuis le 23 juin 1990, une nouvelle fête a repris grâce à un comité formé pour la circonstance, l'association non lucrative Les Feux de saint Jean. Au départ, des cortèges accompagnés de tambours parcouraient la ville pour annoncer la mise à feu d'un bûcher sur la place Nervienne. De nombreuses animations culturelles se déroulaient toute la soirée sur la place Nervienne ainsi que dans les casemates (anciens dépôts militaires) y attenant.
La formule a évolué depuis 1990 et s'est vue complétée de diverses animations, entre autres pour les enfants. Une cérémonie spectacle se déroule sur la Grand-Place de Mons à laquelle participent 300 figurants et 200 musiciens. Ensuite ce sont plus de 6 000 personnes qui se rendent sur la place Nervienne munis de flambeaux dans un cortège rythmé par 8 formations musicales. Un final musical accompagne le boutage de feu. En 2008, 20 000 personnes ont participé à la manifestation qui se déroulait en une soirée. À partir de 2009 deux jours sont consacrés à cette manifestation.

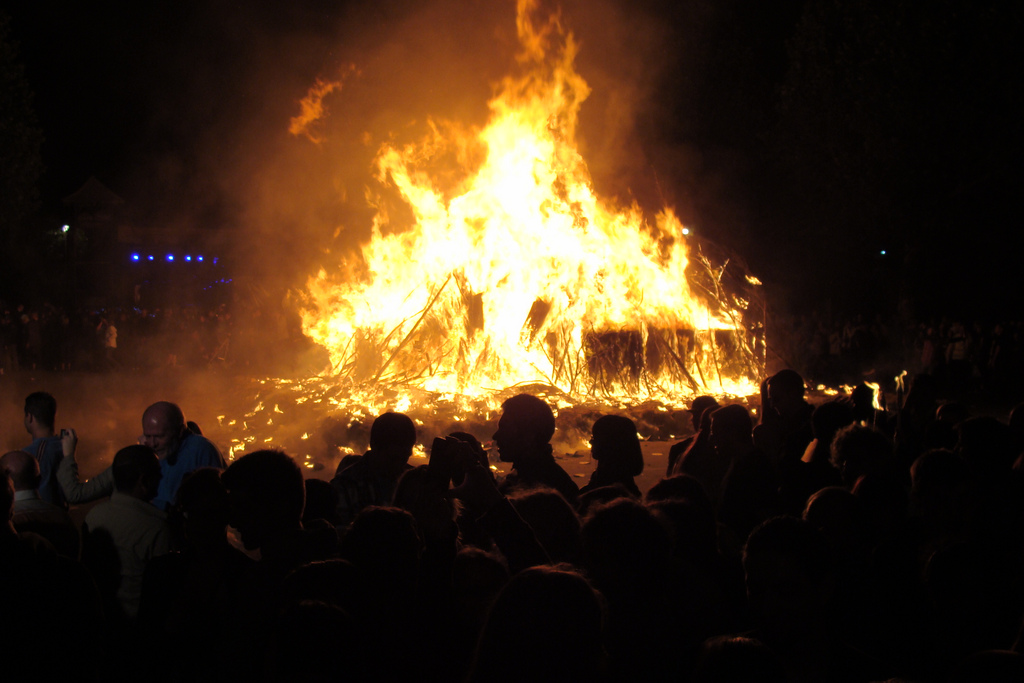
Boutage de Feu à la Place Nervienne, Mons.
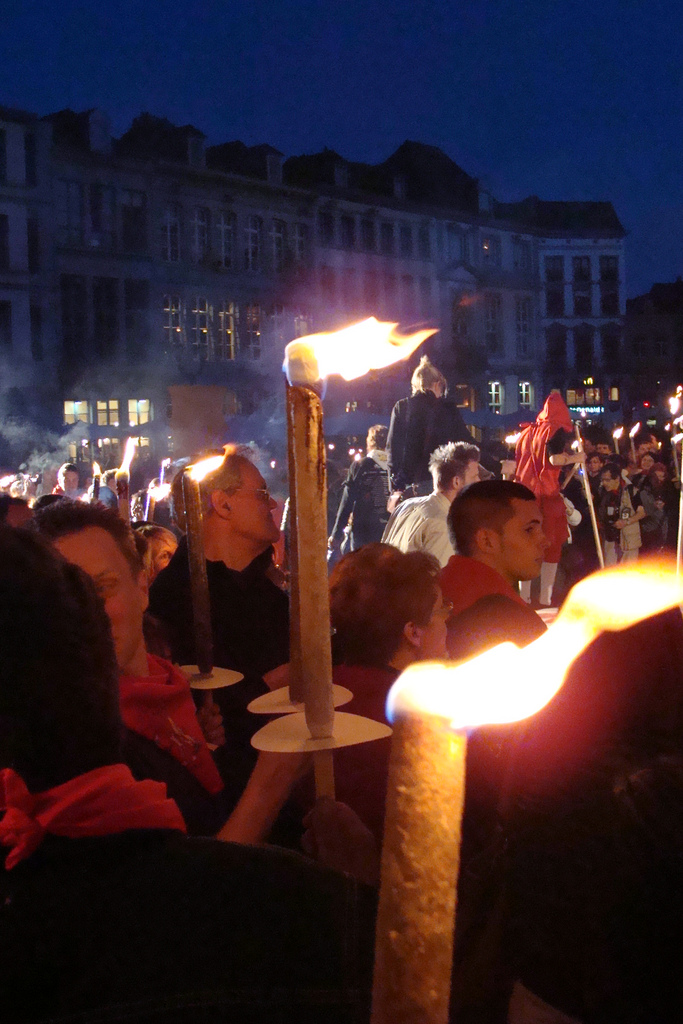
Début de la Procession à la Grand-Place de Mons.

#### Dans les villages entourant Mons
Les feux de la Saint-Jean autrement appelé "Les Feux Saint-Pierre" dans les petits villages requièrent un minimum de préparation. En effet, des groupes sont formés. Les plus âgés s'occupent d'amener de grandes souches vers les carrefours où le bois s'accumulent. La nuit, un autre groupe monte la garde afin de s'assurer que personne ne vienne voler. D'autres groupes ramassent des lots qui récompenseront les lauréats des jeux populaires. Tout l'après-midi se déroulent les jeux et une fois le soleil couché, les feux sont allumés. Des discours et des chants sont prononcés et enfin vient la distribution des "pagnons de Wasmes", tartes au sucre dorées et croustillantes.

### En Espagne
Cette fête est célébrée aussi dans plusieurs endroits (villes et villages) d’Espagne. Elle symbolise le combat entre les forces du Bien et du Mal (Dieu et Satan), avec le triomphe du premier.

#### LeSan Xoángalicien
Il est célébré la nuit du 23 au 24 juin. Le feu est le protagoniste, puisqu'il est considéré un élément purificatoire.
Les jours précédant la fête, les jeunes apportent du bois pour faire un feu de joie, et l’allumer la nuit. Quand le feu de joie est plus ou moins consommé, les gens sautent par-dessus. Ainsi, et selon la tradition et la croyance populaires, on expulse les impuretés et on éloigne les maléfices.
Un autre rite, autrefois intimement associé de cette fête, est celui des « herbes de la Saint-Jean » ou bouquet de la Saint-Jean. La veille de la Saint-Jean, c'est-à-dire du Solstice (le soir du 23 juin, ou dans la nuit, ou le matin), on cueillait des herbes différentes (sept selon certains témoignages), aromatiques (odoriférantes) ou pas, pouvant varier selon les régions d'Europe. Ces herbes acquéraient des propriétés prétendument magiques quand ont les passait dans la fumée du feu : il s'agissait par exemple du fenouil, du romarin, des mauves, des fougères mâles, des roses sauvages… On laissait parfois le bouquet dans l’eau pendant la nuit et le lendemain, on le sortait et on se lavait le visage avec l’eau. On garde le bouquet, le laissant sécher pendu derrière la porte de la maison, pour la protéger des sorciers, sorcières, sorts et autres sorcelleries. Une autre tradition, moins connue, consistait - selon Laurent Joubert (1579), cité par E.H Guitard dans la Revue d'histoire de la pharmacie - pour les femmes craignant d'être stérile, à porter une ceinture faite avec ces herbes, sous la robe, ou au-dessus, pour être plus fécondes.

#### La gastronomie typique de la Saint-Jean en Galice
À la Saint-Jean galicienne, il est habituel de manger des sardines, puisqu’elles sont en saison et c’est une tradition de manger ce poisson. Les sardines sont rôties dans des braises faites avec des caisses, du bois, etc. On mange les sardines avec du pain de maïs, appelé broa, accompagnées de vin rouge.
En Catalogne, il est de coutume de manger la « Coca de Sant Joan », une espèce de galette sucrée.

#### En Catalogne
Chaque année, la fin de semaine précédant la Saint-Jean, les villages de Catalogne montent à la croix du Pic du Canigou un petit fagot de sarments.
Le 22 juin, 3 montagnards du cercle des jeunes de Perpignan portent la flamme du Canigou depuis le Castillet de Perpignan et régénèrent la flamme chaque année. Elle est ensuite descendue et distribuée dans chaque village des pays catalans, en Provence et dans des associations catalanes dans le monde.
Le 23 juin vers 22 heures, tous les villages allument un bûcher avec cette flamme.

### En France

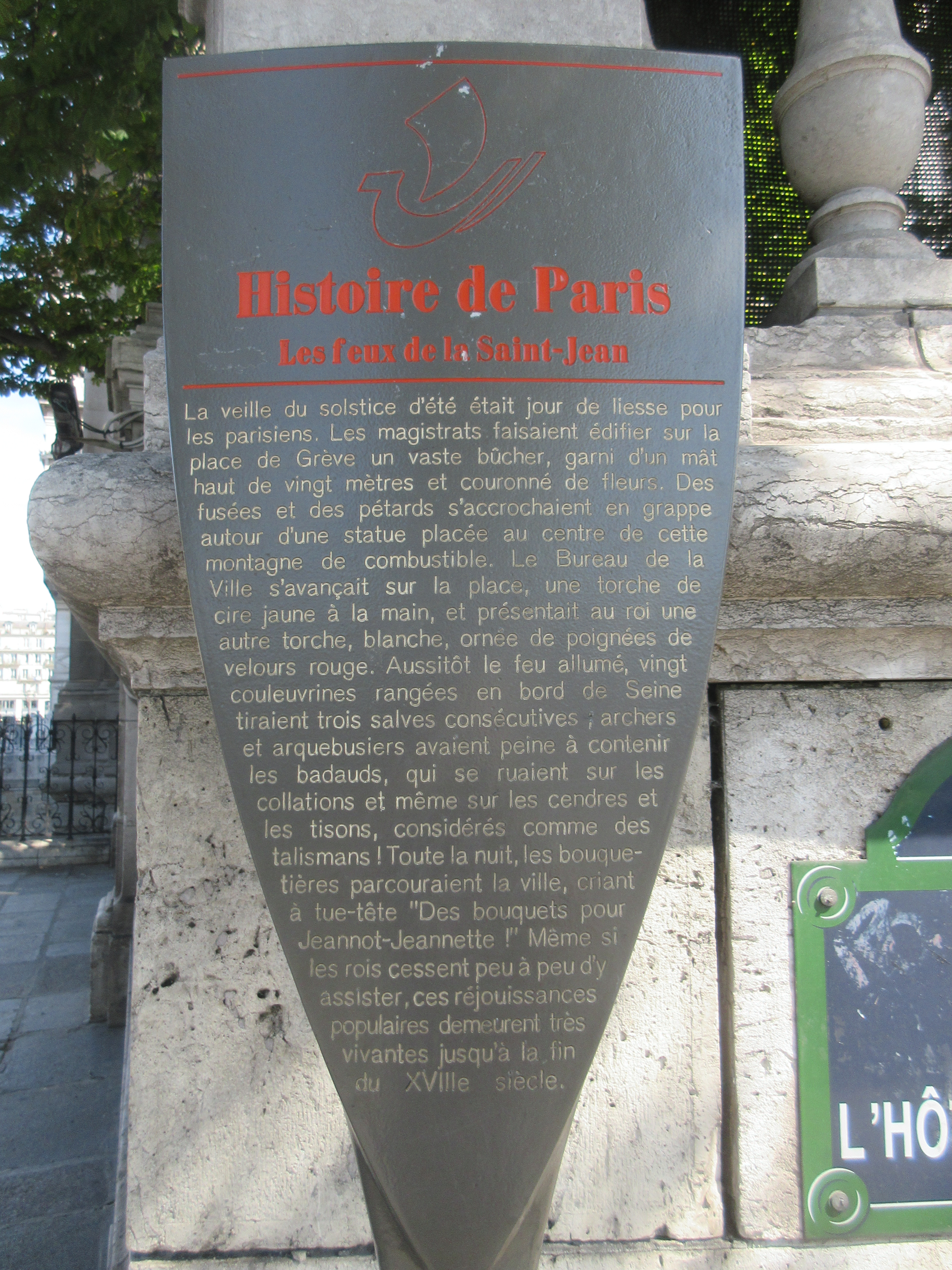
Panneau Histoire de Paris
« Le Feux de la Saint-Jean ».

La fête de la Saint-Jean était traditionnellement, dans la plupart des paroisses de France, la fête de la Jeunesse avec des jeux et des rites de passages qui étaient à la fois le moment de réception des nouveaux membres de la bachelerie du village ou du quartier (les adolescents), et l'élection du roi et de la reine de la Jeunesse pour la nouvelle année. Cette fête, qui était celle de l'apogée de l'Été, était fortement marquée par la musique. Elle commençait le matin avec la messe de la Saint-Jean au cours de laquelle on chantait et jouait l'Hymne à saint Jean-Baptiste qui a donné son nom aux notes de musiques, et comportait toujours le soir une veillée avec un grand feu allumé avec des bûches que les jeunes gens et les jeunes filles étaient allés mendier les jours précédents dans chaque maison. Elle se terminait par un bal nocturne.

#### Paris
Au Moyen Âge, la ville y donne sur la place de Grève des fêtes ainsi que le feu de la Saint Jean. Celui-ci qui était traditionnellement allumé par le roi de France en personne, perdura jusqu’en 1648, date à laquelle Louis XIV officia pour la dernière fois.
Le bûcher de la Saint-Jean se pratiquait jadis à Paris, les autorités de la ville se chargeant de son organisation. Le feu était traditionnellement allumé par le roi de France en personne sur la Place de Grève (actuellement Place de l'Hôtel-de-Ville), coutume qui perdura jusqu'en 1648, date à laquelle Louis XIV officia pour la dernière fois.

#### Alsace et Lorraine
Dans certaines communes françaises, un bûcher de bois d'une dizaine de mètres de haut est construit pour être brûlé le soir de la fête, notamment dans la grande majorité des communes du nord de l'Alsace, ainsi que dans le sud de l'Alsace dans les communes de la vallée de la Thur et du pays de Thann, et récemment de la vallée de la Doller, mais aussi dans le Loiret à Chemault et en Lorraine à Contz-les-Bains, Harsault et Fontenoy-le-Château notamment. En Alsace, le bûcher est appelé un fackel, dans la petite commune de Soultzbach-les-Bains, cette tradition perdure le feu est appelé Johànisfirla et est fêté chaque année le dernier samedi de juin. Dans les Vosges, ainsi que dans le Sud de Meurthe-et-Moselle, cette construction est appelée une chavande ; Daniel Bontemps référence également le terme bûle.

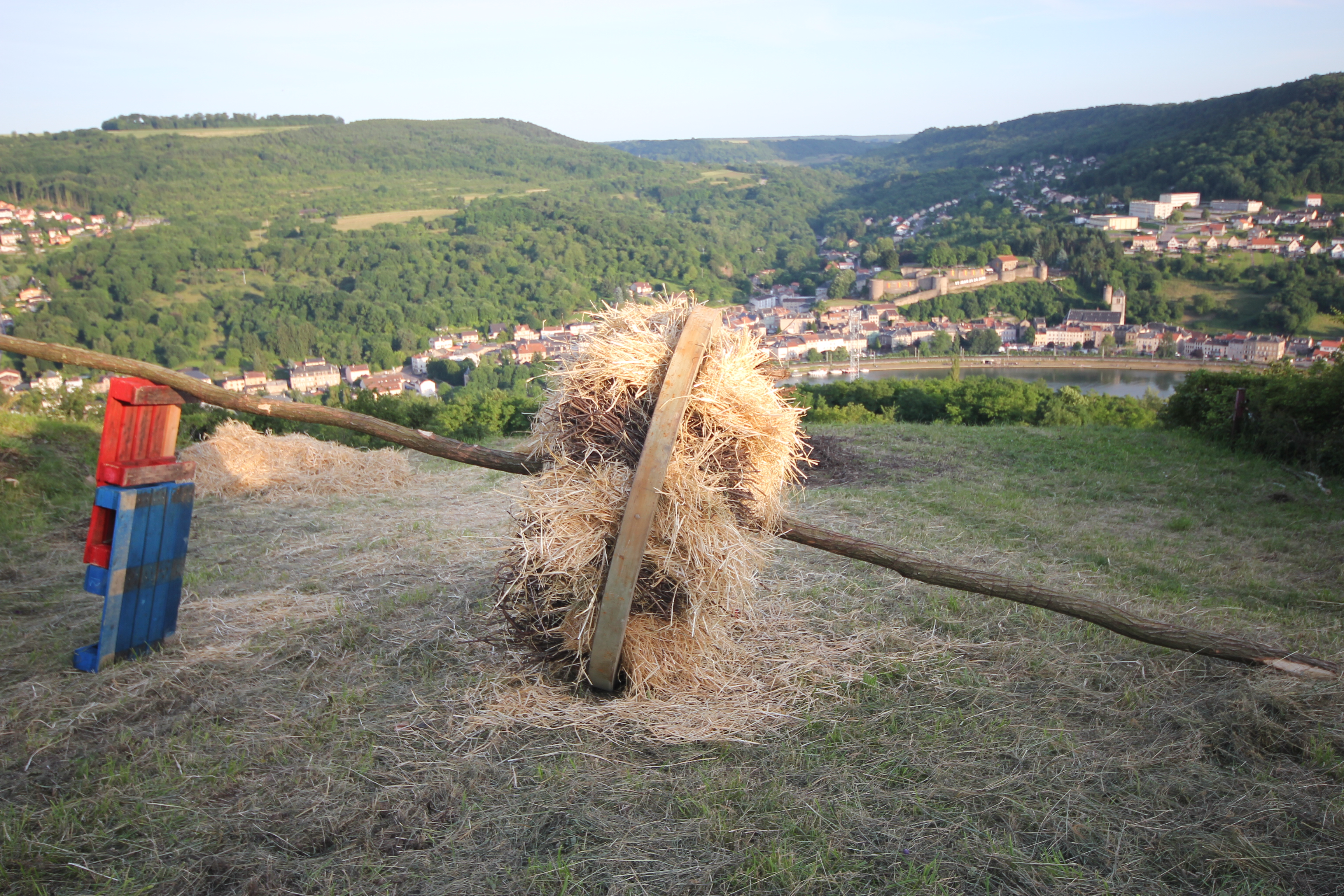
Contz-les-Bains - La roue.

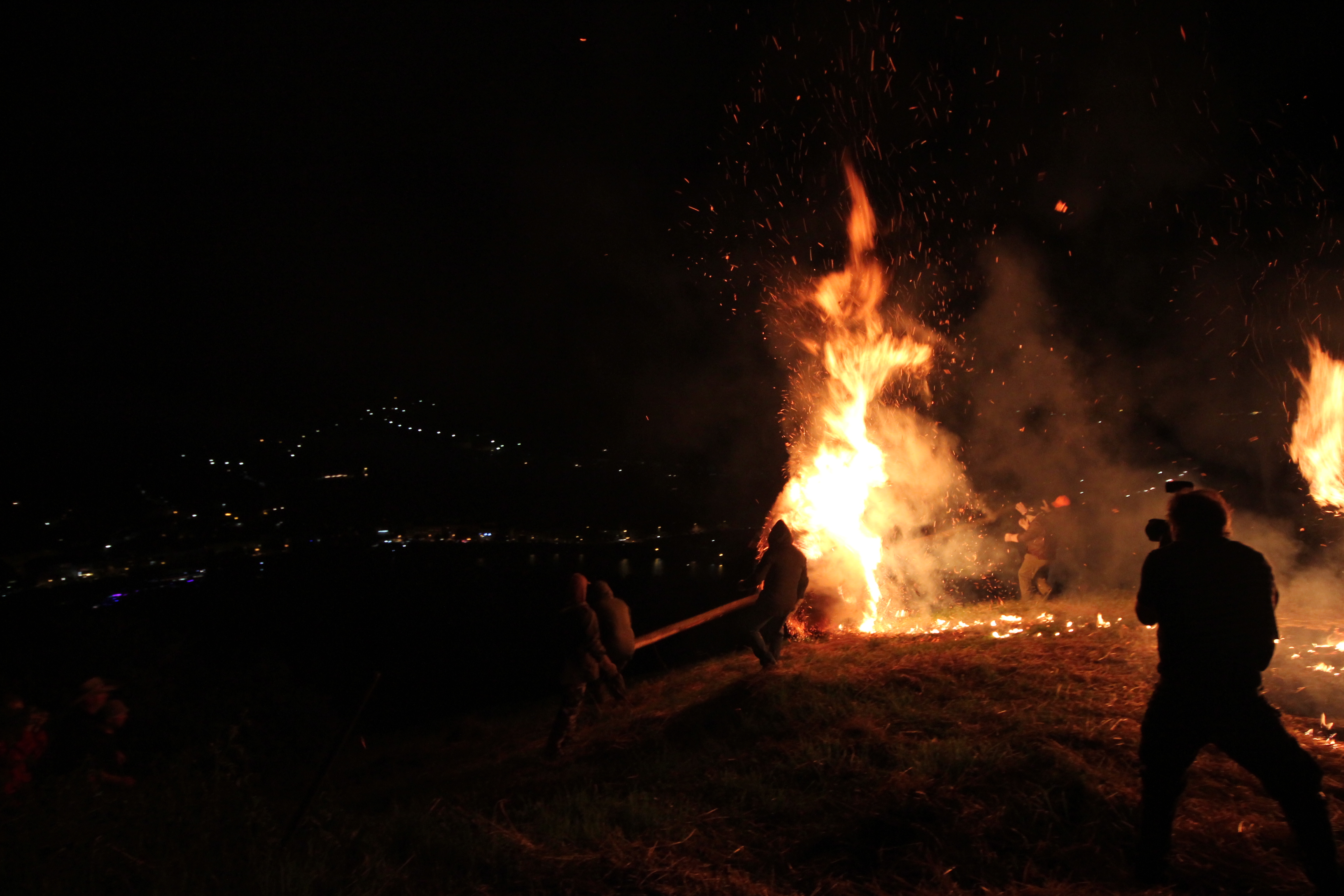
Contz-les-Bains. La roue enflammée.

À Sierck-les-Bains, en Lorraine, les lumières de la ville s'éteignent à la nuit tombée et l'on fait descendre le long de la colline du Stromberg, de la commune voisine Contz-les-Bains, une roue de feu qui termine sa course dans la Moselle. Cette roue artisanale d'un diamètre de 2,10 m est bourrée de sarments de vigne et de paille que l'association La Jeunesse de la Saint-Jean de Contz-les-Bains enflamme juste avant de la lancer du haut de la colline face au château des Ducs de Lorraine de Sierck-les-Bains. Il s'ensuit l'embrasement du bûcher.
Les villageois de Contz-les-Bains en liaison avec la ville de Sierck-les-Bains, répètent chaque année au mois de juin cette cérémonie, un rite bien étrange qui remonte à la nuit des temps. Cette coutume est une survivance d'un culte solaire très ancien et devenu rare de nos jours. Beaucoup d'historiens citent dans leurs travaux la roue enflammée du Stromberg.

#### En Provence
Au sommet du Mont Ventoux, le 23 juin au soir, près de la chapelle Sainte Croix, on se rassemble. Le matin ou la veille, à Bédoin et dans les villages environnants, a eu lieu la "recampado" (La réunion) où chacun a pu apporter son fagot, ou sa brassée de genêts.
L'allumage du brasier au sommet du Ventoux est vu de très loin, et les villages des plaines environnantes se calent dessus pour allumer le leur.
Autrefois dans les foires de la Saint Jean, on pouvait acheter des trompettes en terre cuite dans lesquelles on soufflait pour faire se lever le vent, propice à la bonne menée de la moisson et le criblage du blé. on appelait ces trompettes "de la Saint Jean". Certains de ces instruments ont été retrouvées lors de la construction de l'observatoire au XIXe s.

#### Pyrénées

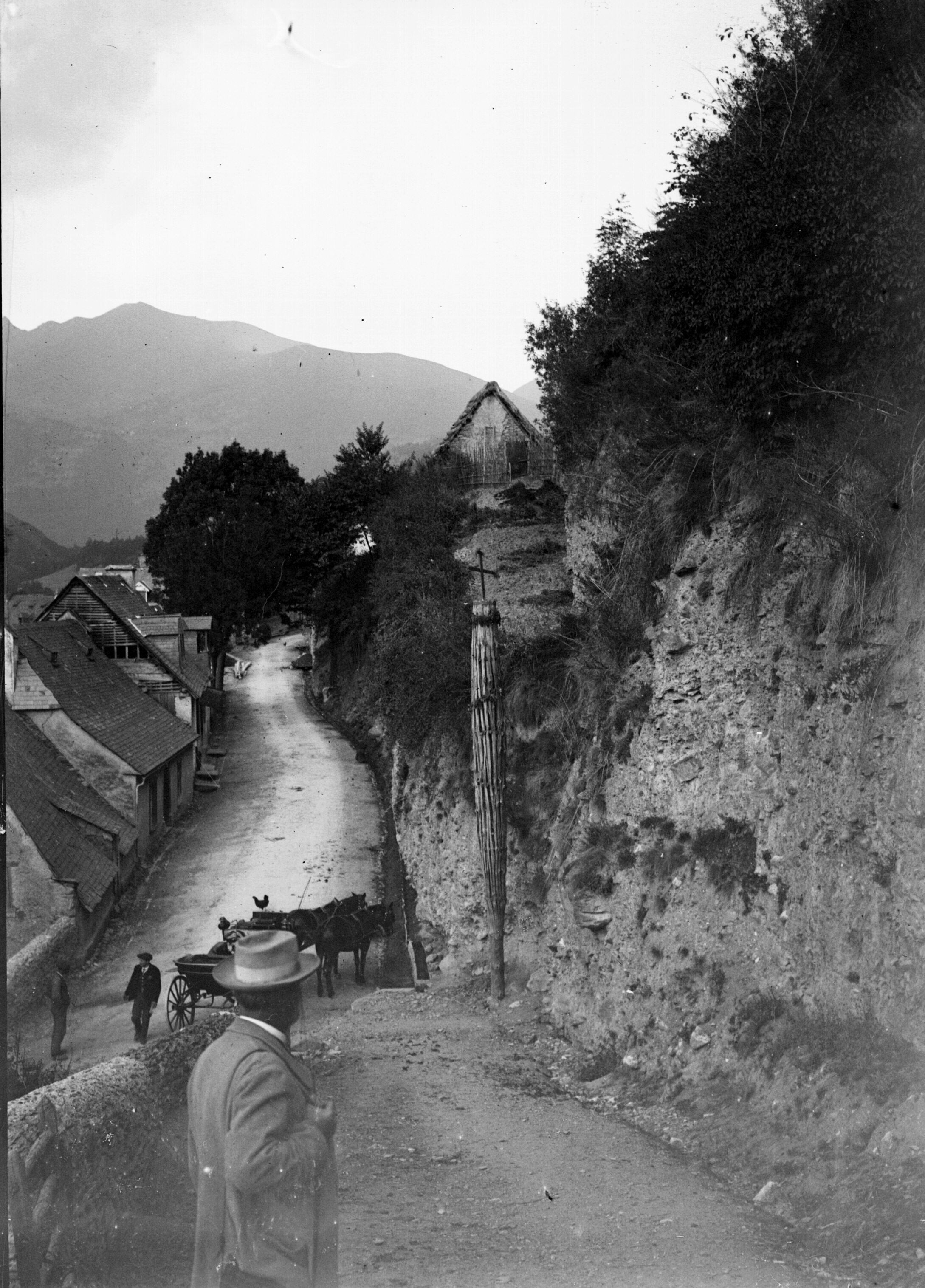
Le brandon à Saint-Aventin (vallée du Larboust), photographie d'Eugène Trutat, 1898.

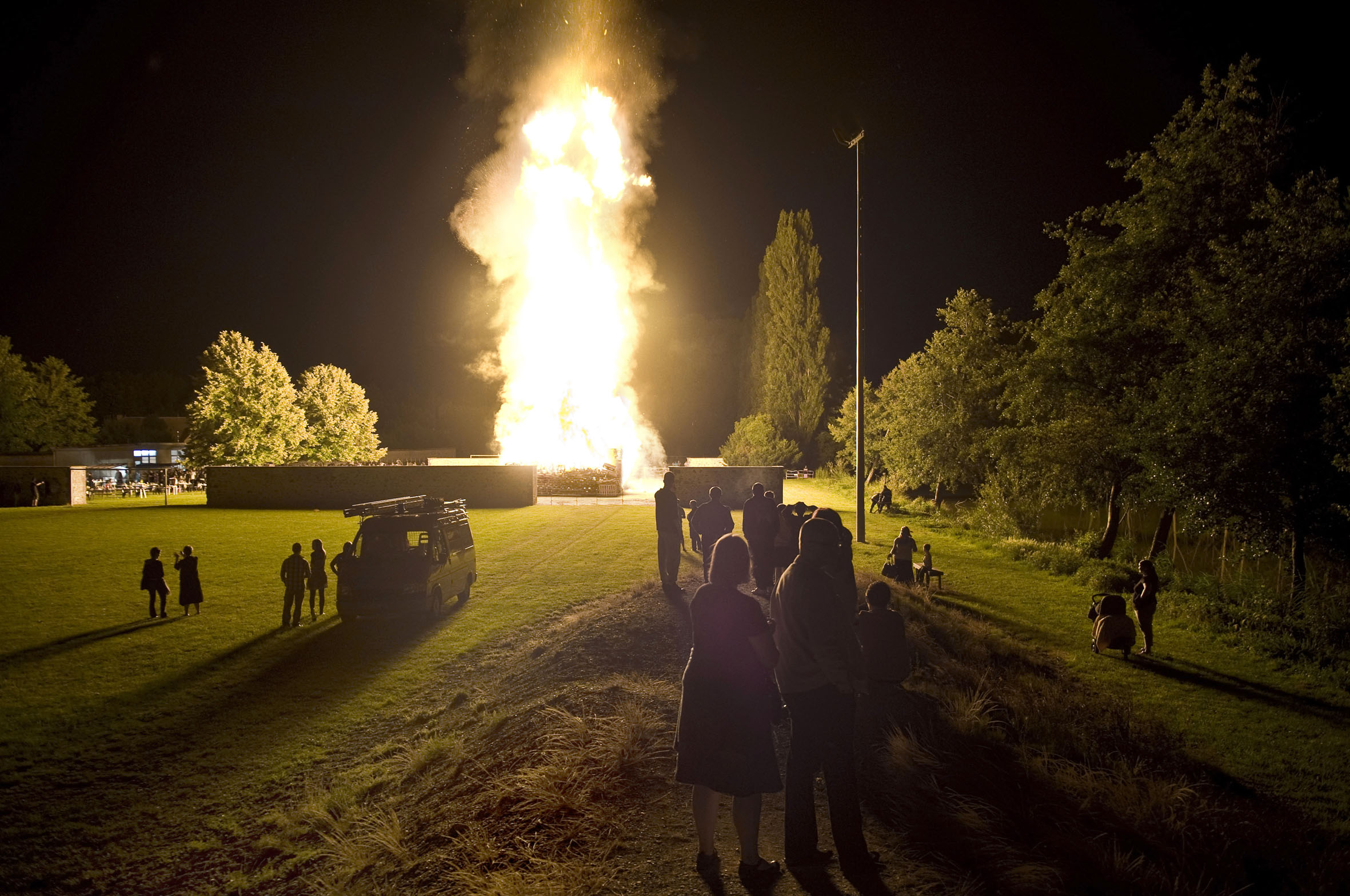
Pont-sur-Seine (25 juin 2011).

Dans les Pyrénées, et particulièrement en Comminges, le feu de la Saint-Jean s'appelle le brandon. Il est constitué par un tronc de conifère préparé longtemps à l'avance : il est fendu longitudinalement, sur tout le pourtour, en plaçant dans les fentes des coins de bois. Finalement, il a une forme de fuseau, il est dressé et on y met le feu.
Dans les Pyrénées-Orientales, une marche est organisée du Canigou à Perpignan : les marcheurs portent des torches qui viennent grossir le feu qui brûle aux pieds du Castillet. Cette cérémonie est suivie de sardanes, danses traditionnelles catalanes, et de feux d'artifice.
La ville de Bagnères-de-Luchon célèbre également la Saint-Jean avec des brandons. Elle a par ailleurs déposé un dossier de candidature pour l'inscription de la tradition au patrimoine culturel immatériel de l'humanité, conjointement avec l'Andorre et l'Espagne. Candidature qui a été acceptée en décembre 2015 à la dixième session du Comité intergouvernemental, dès lors inscrite sur la Liste représentative du patrimoine culturel immatériel de l’humanité.

#### Pays du Mont-Blanc
En Haute-Savoie, au pied du Mont-Blanc, la vallée de l'Arve fête la Saint-Jean en illuminant les cimes qui l'entourent. Durant le week-end qui suit la Saint-Jean des montagnards des communes du Pays du Mont-Blanc (Passy, Sallanches, Saint-Gervais...) gravissent de jour les monts escarpés qui entourent la vallée pour se positionner à leur sommet. Ils attendent alors les dernières lueurs pour allumer les feux qu'ils ont amenés avec eux. Au crépuscule, tous les sommets qui encerclent cette vallée de montagne se mettent ainsi à briller de manière quasi simultanée. La symbolique veut qu'en brûlant de la fin du jour à la nuit tombée, les feux prennent ainsi le relais des rayons solaires pour prolonger cette journée d'été, avant que les jours ne commencent à se raccourcir. Ce spectacle dure une trentaine de minutes environ et est visible dans toute la vallée. Une fois les feux allumés, les montagnards redescendent quant à eux de nuit jusqu'aux refuges avoisinants. Cette tradition est en place depuis le début du siècle dernier et si les premières personnes construisaient ces feux de la Saint-Jean avec du bois, voire des pneus, ce sont aujourd'hui des feux de bengale qui sont utilisés pour cette célébration.

#### Limousin
Dans le Limousin, les enfants des villages (ou des villes) allaient chercher du bois-mort ou d'autres combustibles et fabriquaient eux-mêmes le bûcher auquel ils mettaient le feu la nuit venue. Ils avaient l'accord tacite des parents qui laissaient célébrer une tradition qu'ils avaient respectée quand ils étaient plus jeunes. D'ailleurs beaucoup d'adultes venaient veiller autour du feu, c'est-à-dire tard, car à trois jours du solstice d'été, les jours sont très longs. Dans les années 1950, ainsi, on voyait en ville, ou sur la route, des attroupements autour de ce qui ressemblait à un feu de camp. Lorsque les flammes baissaient, les garçons, surtout, sautaient par-dessus le feu autant de fois qu'ils le voulaient pour montrer qu'ils en étaient capables. Pour profiter de cette liberté nocturne, ne pas aller se coucher de bonne heure, pour une fois pouvoir s'amuser la nuit, les jeunes ravivaient le feu, quelquefois avec du laurier ce qui faisait crépiter le brasier.
L'apparition des pétards, des fusées de feu d'artifice ont provoqué des accidents que les édiles ont voulu éviter pour la population mais aussi pour ne pas être accusés de laxisme. De plus, le goudronnage des routes, les chaussées transformées en aires de stationnement, l'augmentation de la circulation, la télévision ont eu raison de ces traditions.

#### Auvergne
Dans le Puy-de-Dôme, les jeunes, souvent des étudiants, se rassemblaient à Royat et montaient à pied au sommet du puy de Dôme où ils passaient la nuit en attendant l'aube du 25 juin pour observer le lever du soleil qui apparaît à l'horizon limité à l'Est par les monts du Livradois et les monts du Forez. Quelquefois ils allumaient un feu au sommet (peut être aussi pour se réchauffer un peu). Cette coutume existait dans les années 1940 et beaucoup plus tard dans les années 1960 mais existe-t-elle encore ?

#### À Rennes (Ille-et-Vilaine)
Sur le territoire de la paroisse Sainte-Thérèse, au sud de la gare, dans les années 1950, se déroulaient deux événements le soir de la Saint-Jean : un feu place de l'église, et un feu place Bir Hakeim.
- Le feu de la place de l'église : un caractère religieux

Un petit bûcher de fagots secs était dressé au milieu de la place dans l'axe de l'entrée principale de l'église. Vers 20 heures, des paroissiens se rassemblaient autour du bûcher. Un prêtre de la paroisse, accompagné d'un choriste muni d'un petit seau d'eau bénite et d'un goupillon, venait réciter des prières puis bénissait le bûcher en l'aspergeant d'eau bénite, tout en prononçant des formules pieuses. Ensuite, l'enfant de chœur, à l'aide d'une boîte d'allumettes, mettait le feu au papier disposé sous les fagots. Le feu se propageait vite et en quelques minutes l'ensemble du bûcher flambait. Le prêtre et son servant assistaient un moment à la combustion puis se retiraient dans l'église. Les fidèles contemplaient un moment le feu puis se dispersaient alors, les uns rentrant chez eux, les autres se rendant place Bir Hakeim.
- Le feu de la place Bir Hakeim : un caractère festif

La place Bir Hakeim était alors un espace herbu sans utilité particulière ; c'était une aire de jeux naturelle pour les enfants du quartier. À l'époque, avant que ne se construisent les maisons des Castors et celles du Foyer, la campagne se trouvait à 50 m.
De très nombreux habitants du quartier s'y rendaient en famille.
Une estrade était dressée à l'est de la place pour, dans un premier temps, un spectacle à forte connotation bretonnante : musique jouée par les instruments traditionnels de Bretagne intérieure tels que binious, bombardes, et interprétée par des hommes ou adolescents costumés pour la circonstance et danses bretonnes où se mêlaient hommes et femmes eux aussi habillés de vêtements bretons.
Puis, après la danse sur scène, venait le moment tant attendu : l'allumage du bûcher. Dès que celui-ci était consumé, les jeunes filles et les jeunes gens entamaient de folles rondes autour des braises. Ainsi se terminait la fête puis les familles regagnaient leur domicile entre 23 heures et minuit.

#### Bretagne

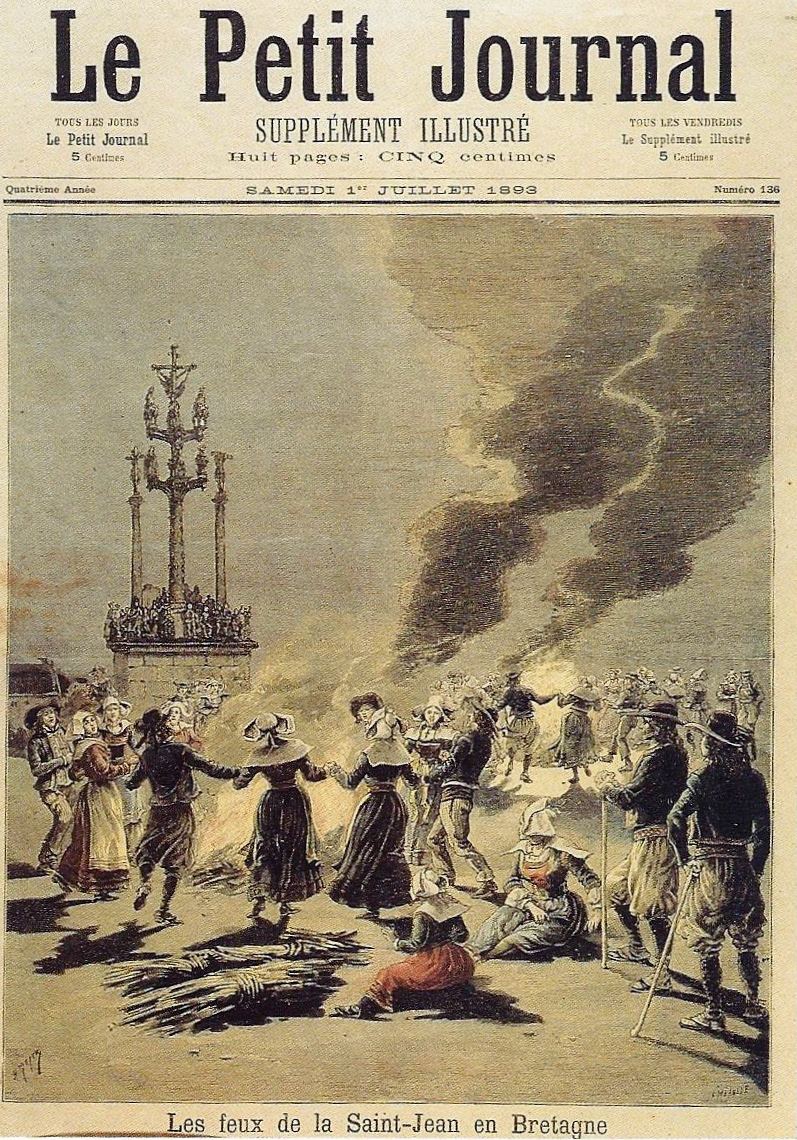
Feu de la Saint-Jean en Bretagne (dessin, Le Petit Journal, 1893).

Les feux de le Saint Jean étaient appelés "Tantad", en Breton.
En 1875, la revue La Terre Sainte décrit ainsi la fête de la Saint-Jean à Brest :

« À Brest la Saint-Jean a une physionomie particulière et plus fantastique encore que dans le reste de la Bretagne. L'heure venue, trois à quatre mille personnes accourent sur les glacis : enfants, ouvriers, matelots, tous portent à la main une torche de goudron enflammée, qu'ils agitent avec violence. Au milieu des ténèbres de la nuit, on aperçoit des milliers de lumières mobiles qui courent, décrivent des cercles, scintillent et embrasent l'air par d'innombrables arabesques de flammes ; parfois, lancées par des bras vigoureux, ces torches s'élèvent en même temps vers le ciel, et retombent en gerbes d'étoiles sur le feuillage des arbres. Une foule immense de curieux, attirés par l'étrangeté du spectacle, circule sous cette rosée de feu. Quand le roulement de rentrée se fait entendre, la foule reprend le chemin de la ville, le calme se rétablit, tandis que sur les routes de Saint-Marc, de Morlaix et de Kérinou, on voit des torches fuir en courant, s'éteindre successivement comme les feux follets des montagnes. »

La commune voisine de Plougastel-Daoulas avait aussi des coutumes originales pour la fête de la Saint-Jean : le journal L'Ouest-Éclair écrit le 25 juin 1900 :

« La côte de Plougastel offrait hier soir, à la nuit tombée, un bien curieux aspect. Çà et là de longues gerbes de flammes montaient vers le ciel. C'étaient les feux que, par suite d'une antique coutume, on allume chaque année en Bretagne, en l'honneur de la Saint Jean.

Du haut du cours Dajot, du port de commerce et de la place de Kerjean-Vras, le spectacle était féérique ! Aussi, nombreux étaient les Brestois qui s'attardaient pour jouir de ce spectacle pittoresque.
À Brest même, au Gaz, au Pilier-Rouge, à Lambézellec et à Saint-Pierre-Quilbignon, des feux ont été allumés et des groupes joyeux se sont formés pour danser de gaies farandoles. »

Le culte du soleil était encore pratiqué de manière détournée lors du feu de la Saint-Jean à l'Île de Sein et dans le Cap Sizun. Hyacinthe Le Carguet décrit cette coutume à la fin du XIXe siècle :

« Le bûcher était entouré d'un cercle de neuf pierres, appelé Kelc'h an tân (le "Cercle du feu"). On l'allumait en neuf endroits différents, en commençant par l'Orient. Aussitôt que la flamme s'élevait, des jeunes gens armés de torches ou de tisons pris au bûcher, alternant avec des jeunes filles, les cheveux épars sur le dos, et tenant à la main une tige verte d'orpin (Sedum latifolium) défilaient processionnellement, devant le foyer, en faisant trois fois neuf tours. Les jeunes filles inclinaient, au-dessus du feu, les tiges qu'elles avaient à la main, tandis que les jeunes gens agitaient, au-dessus de ces tiges, leurs torches enflammées, en décrivant des séries de trois cercles. Le dernier des tours achevés, la procession s'arrêtait. Les jeunes gens franchissaient, en sautant, trois fois le foyer ; puis, s'emparant des jeunes filles, les balançaient neuf fois au-dessus du feu, en faisant l'invocation an nao !.. an nao !.. an nao !... Les jeunes gens se répandaient alors à travers la campagne, décrivant, avec leurs torches, des cercles de feu, en criant à tous les échos an nao !.. an nao !.. an nao !.. pour indiquer que le rite mystérieux était accompli. Les jeunes filles, au contraire, entraient chez elles, pour accrocher aux poutres les tiges qui avait été passées par le feu. (…) Ces cérémonies sont les restes du culte du soleil, ou la génération par le feu. »

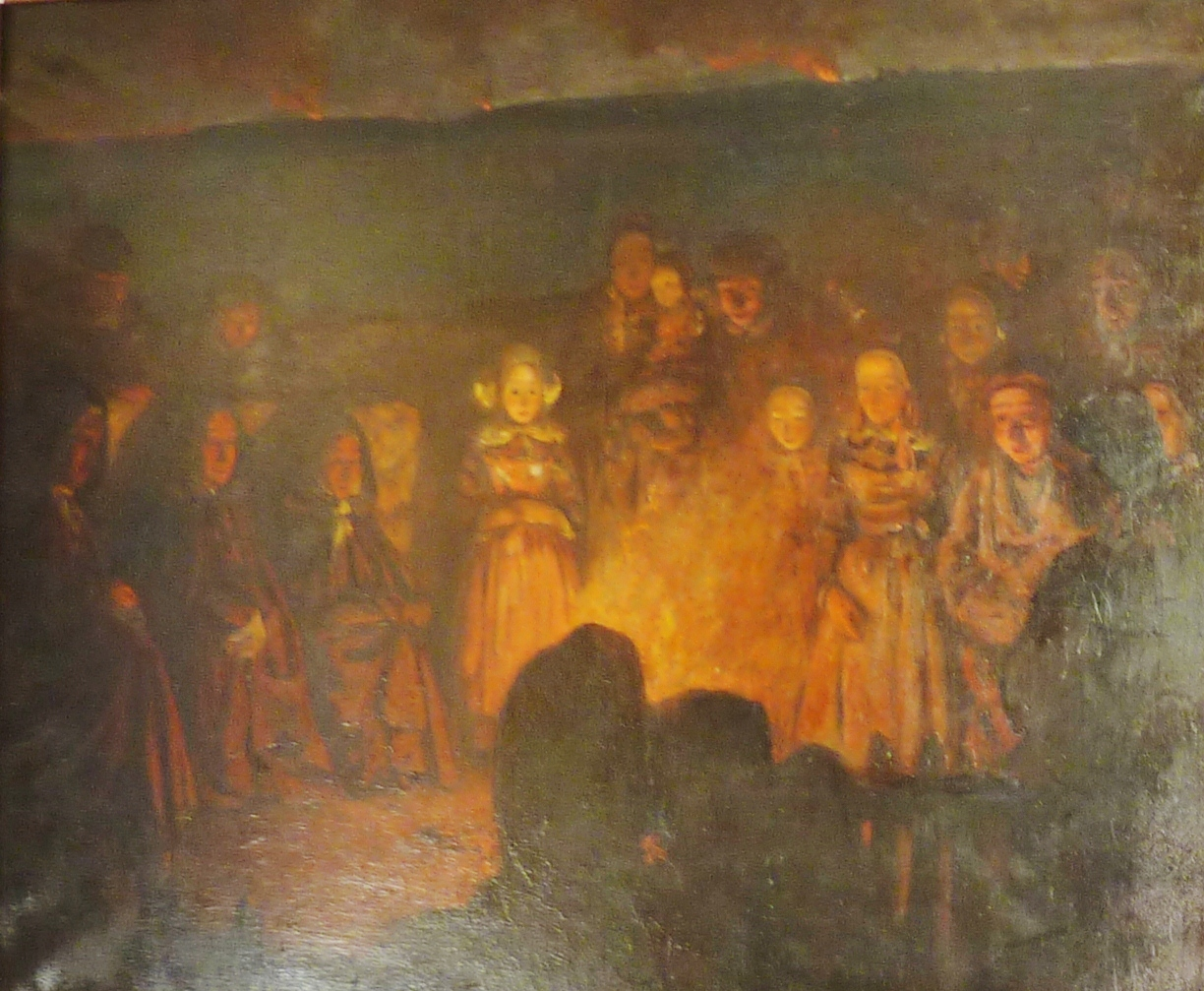
Charles Cottet : Les feux de la Saint-Jean (peut-être à Plougastel), (huile sur toile, salon de 1901, manoir de Kerazan à Loctudy, fondation Astor).

Un témoin décrit les feux de la Saint-Jean à Ouessant en 1910 :

« Un grand bûcher pyramidal, composé surtout d'ajoncs, seul bois qui pousse dans l'île, est dressé sur la pointe qui domine le port et qui fait face à la grande mer. À huit heures et demie, le clergé, en habit de chœur, précédé de la croix et accompagné d'un assez grand groupe de fidèles, s'y rand processionnellement en chantant l'hymne de la Saint-Jean. Puis il y met le feu et entonne le Te Deum. En un instant, grâce à une assez forte brise du large,ce n'est qu'un immense brasier d'où jaillissent des milliers de flammèches. Quand la combustion est bien avancée, la procession, notablement diminuée, rentre à l'église et on se disperse. Dans la plupart des hameaux, il y a des feux de proportions plus modestes. Chacun y contribue et apporte, qui des ajoncs, qui des morceaux de bois hors d'usage. Autour de ces feux, tout le quartier se donne rendez-vous. Les grandes personnes devisent entre elles ; les jeunes gens et les enfants s'amusent. Lorsque le feu est un peu tombé, on saute par-dessus. Parfois un maladroit ou un présomptueux manque son élan et tombe dans le brasier, d'où il se retire avec plus de peur que de mal. Je n'ai jamais vu d'accident sérieux. Un autre jeu consiste à soutenir quelqu'un par les aisselles et, par les pieds, à le balancer au-dessus du feu en comptant un, deux, … neuf. Alors on le baisse jusqu'à toucher le brasier, à la grande terreur de ceux qui n'y sont pas habitués. Mais le plus pittoresque de la fête, ce sont les bispoun : on appelle ainsi des torches faites de toile goudronnée, d'étoupe, de cordages effilés, de brai et autres substances inflammables. Ces torches sont solidement fixées au bout d'un bâton. Les enfants et les jeunes gens se poursuivent, vont en courant d'un hameau à l'autre, en faisant tourner ces torches au-dessus de leurs têtes. L'effet est magique. Le même cérémonial et les mêmes amusements se reproduisent le 28 juin,à la veille de la fête de la Saint-Pierre. »

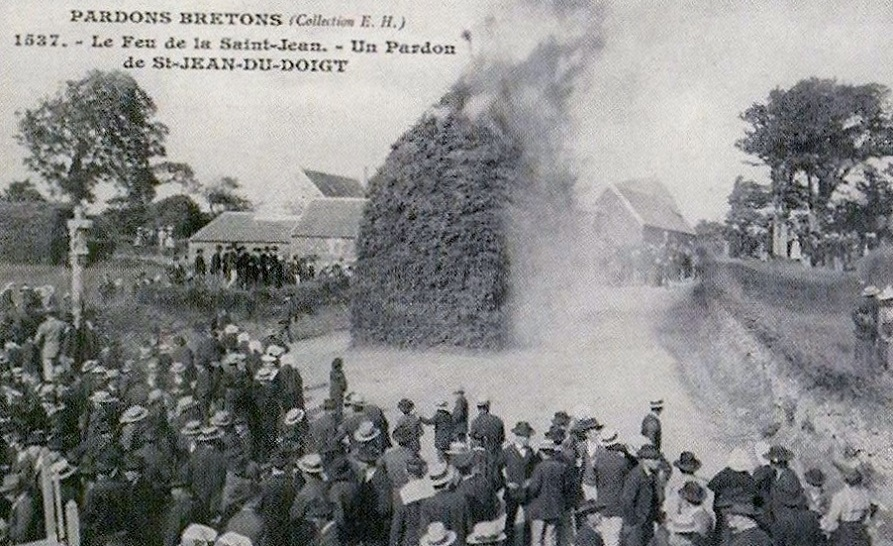
Le feu de la Saint-Jean à Saint-Jean-du-Doigt (carte postale Émile Hamonic, vers 1930).
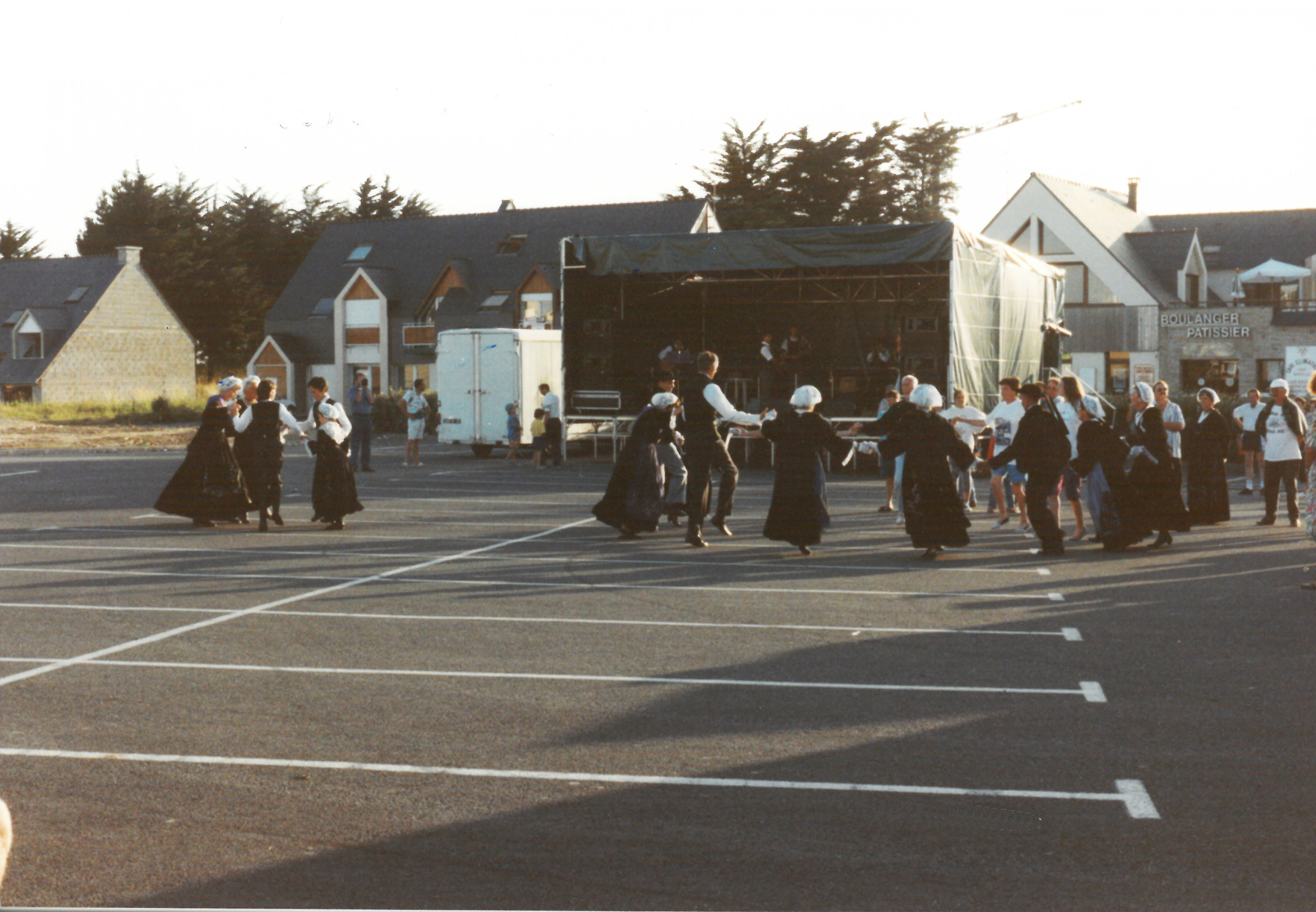
La fête de la Saint-Jean à Arzon en 1993.
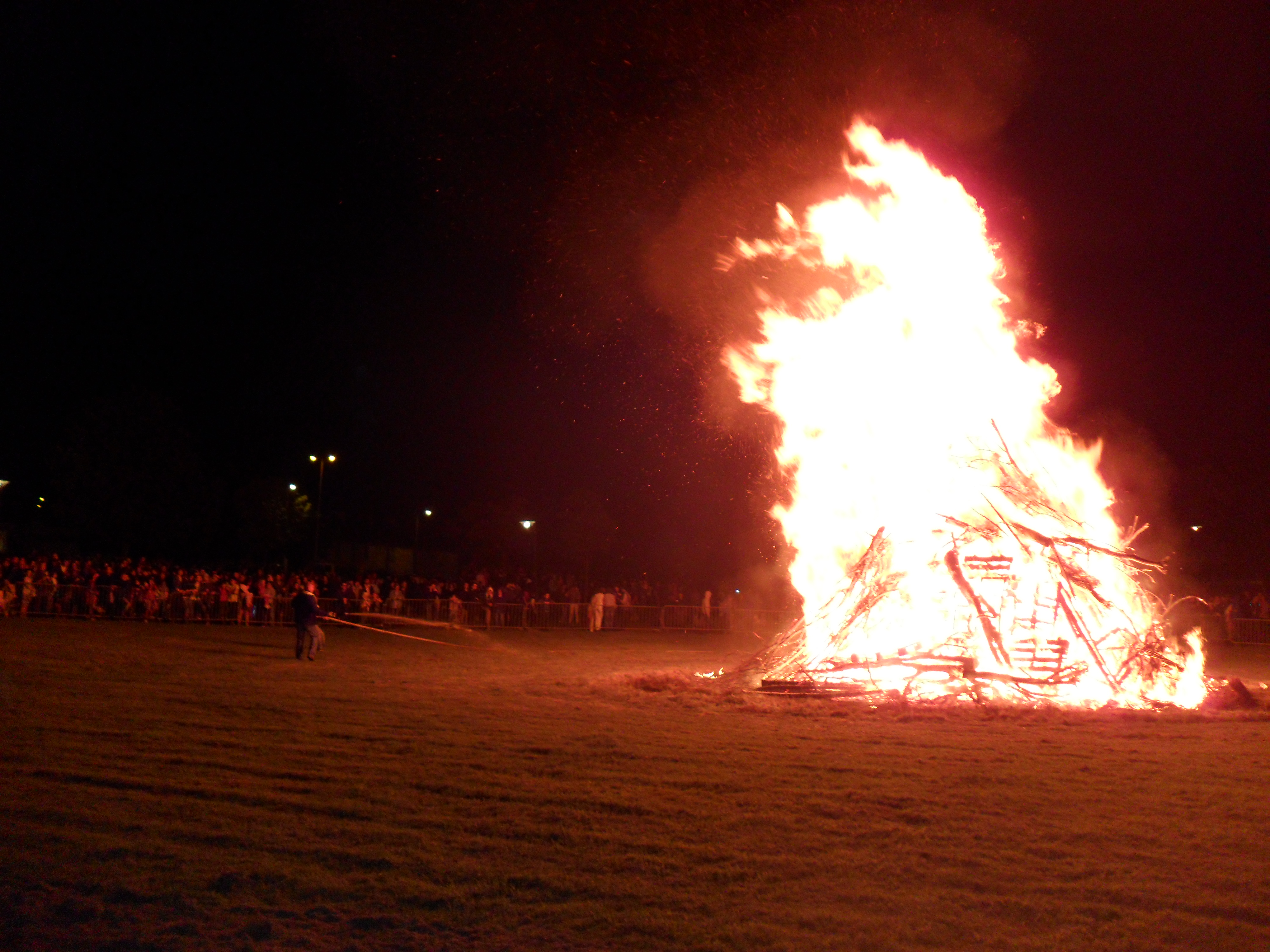
Le feu de la fête de la Saint-Jean à Quimper en 2012.
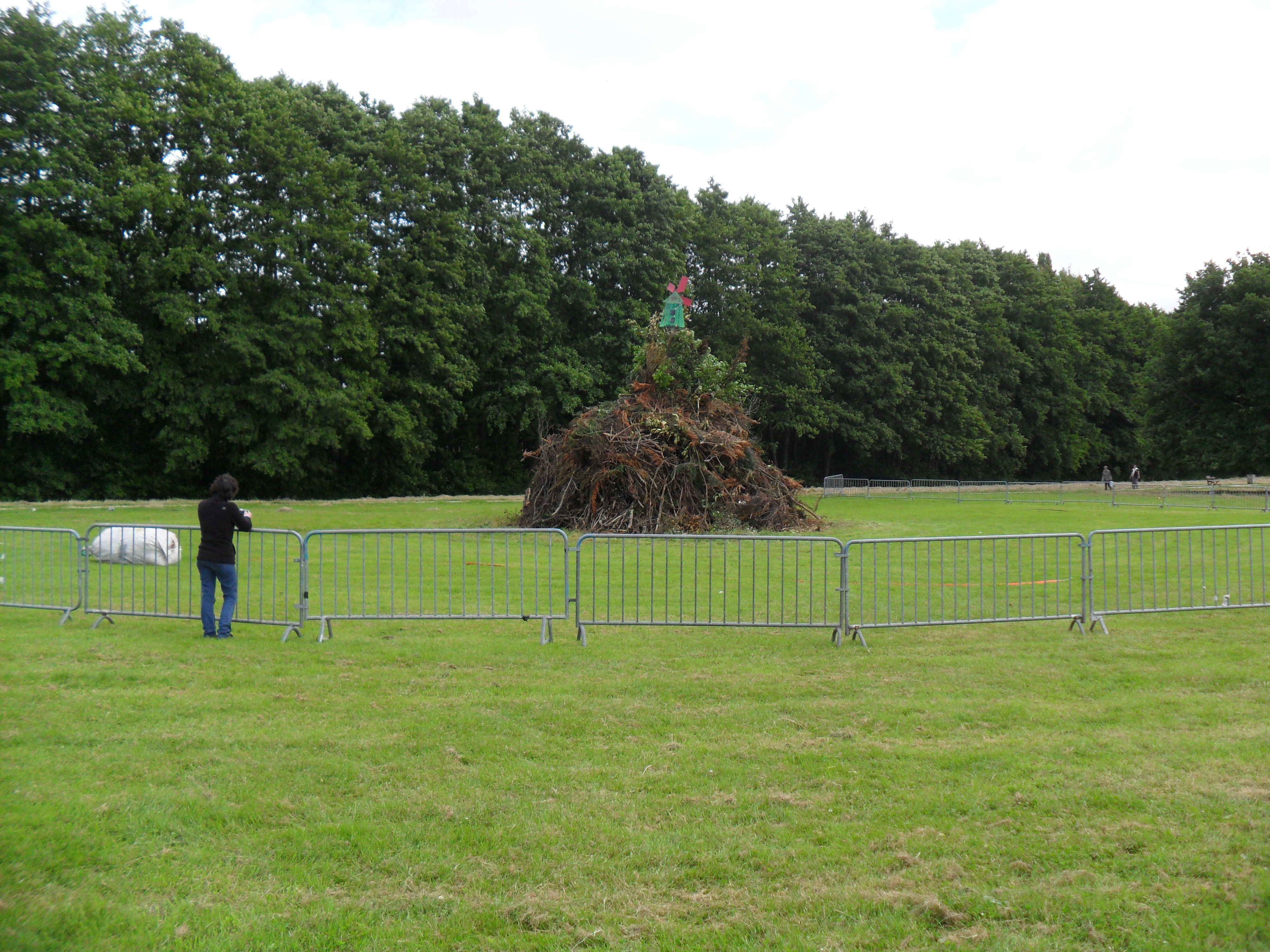
Le bois préparé pour le Feu de la Saint-Jean à Quimper en 2013.

#### Les sonneurs de jonc (ou sonnerie de bassin)
Dans beaucoup de communes d'Ille-et-Vilaine et de Bretagne, la tradition était de sonner le jonc le soir de la St Jean. On utilisait un grand bassin en cuivre qui servait habituellement aux travaux domestiques (faire le boudin, etc.) dans lequel on versait au fond un peu de vinaigre ou de l'eau. A Arbrissel (35) on utilisait des brins de jonc que l'on frottait entre les doigts, aidé d'une autre personne qui maintenait ces brins contre le bassin en cuivre. Le son que le bassin et le jonc produisent permettait d'appeler la population de toute la commune aux festivités. L'instrument était joué par les anciens du village, un repas suivait ainsi qu'un bal après le feu.

#### À Laval (Mayenne)
Tous les ans, à la Saint-Jean d'Été, la charibaude était allumée à Laval. Dans la même région, à Craon, le 24 juin, le chapitre de Saint-Nicolas dressait, sur la place de l'église, une haute pyramide de fagots, nommée charibaude, à laquelle il venait processionnellement mettre le feu. Aussitôt, la foule faisait éclater sa joie par des cris et des danses autour du bûcher. Les jeunes gens les plus agiles se faisaient un jeu de sauter à travers, et quand le feu était près de s'éteindre, c'était à qui emporterait chez soi un brandon fumant, un précieux talisman contre la foudre.

#### À Soultzbach-les-Bains (Alsace)

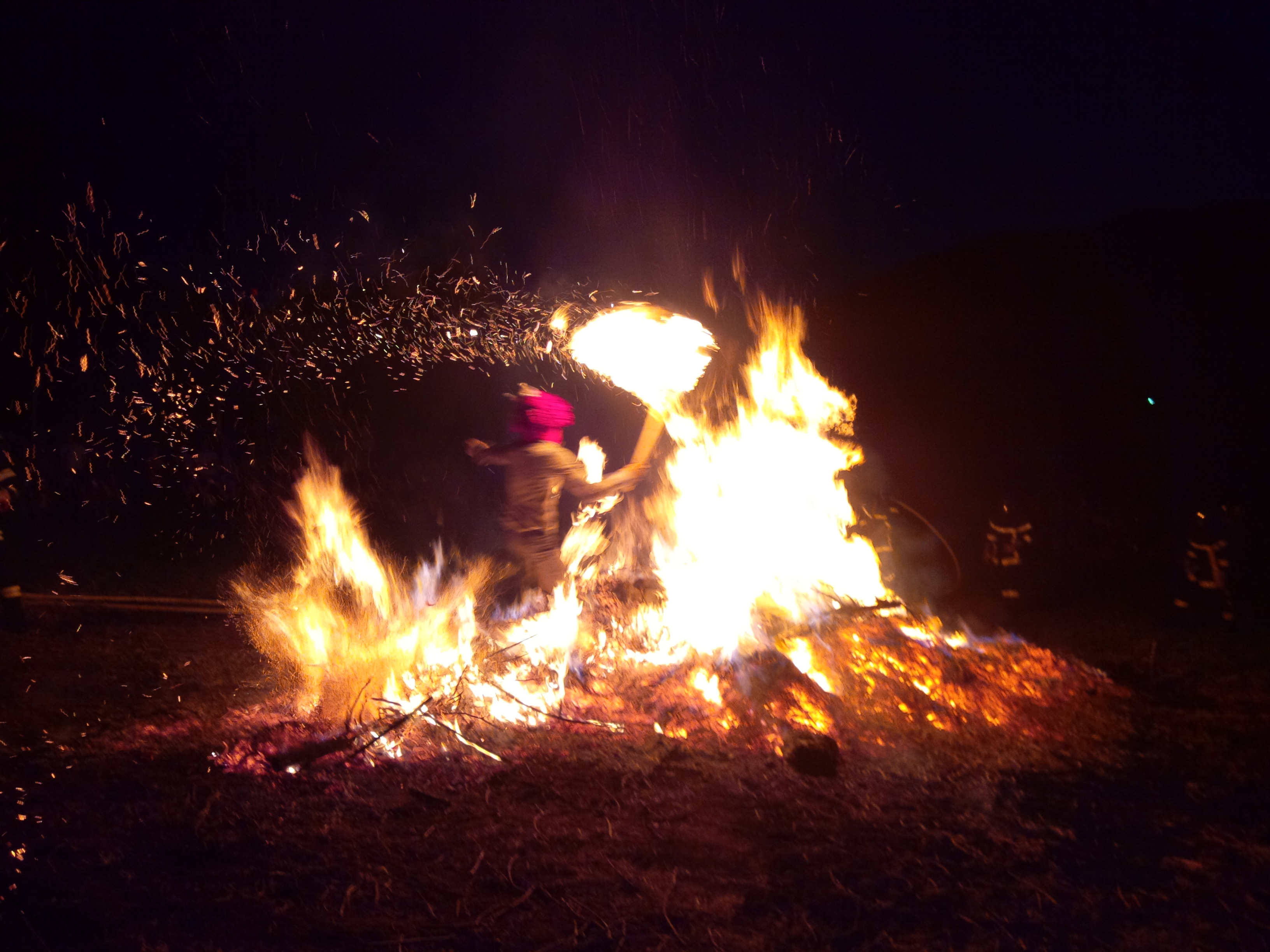
Feu de la Saint-Jean à Soultzbach-les-Bains (2015).

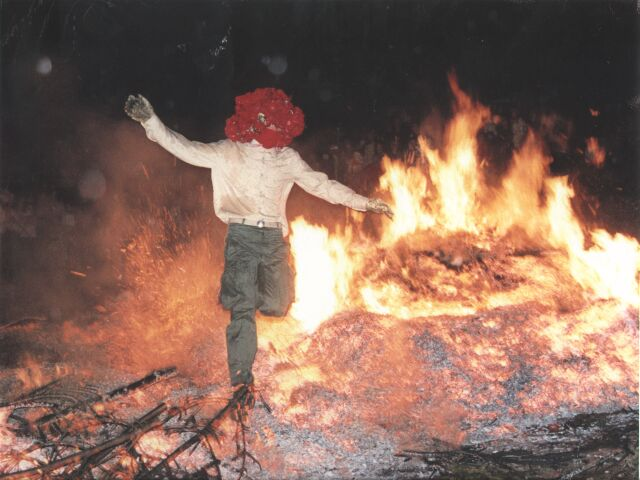
Feu de la Saint-Jean à Soultzbach-les-Bains (1999).

Depuis des siècles, le feu de la Saint-Jean à Soultzbach-les-Bains est organisé par les conscrits (avant l'incorporation à l'armée), c'est aussi une épreuve de courage ; en effet les conscrits doivent franchir le feu, dressé avec des sarments de vignes. Le feu a lieu le dernier samedi du mois de juin de chaque année. Y participent les adolescents de 16 à 18 ans, dans une tenue adéquate, avec des chapeaux couverts de roses fraîches, cueillies le jour même.[réf. nécessaire]

#### À Bazas (Aquitaine)
Depuis le XIVe siècle, Bazas fête la Saint-Jean et en profite pour mettre à l'honneur son histoire locale, la tradition du Bœuf Gras.

#### À Saint-Jean-de-Luz (Aquitaine)
Durant 5 jours, du 20 au 24 juin, les fêtes de la Saint Jean sont célébrées par des spectacles, concerts, bandas (groupes de musiques traditionnelles basques), animations musicales, courses et animations sportives (pelote basque...), jeux pour enfants, jeux de force basque, concours gastronomiques, fête foraine et les traditionnels feux de la Saint Jean.
Les habits traditionnels portés lors des fêtes de la Saint Jean sont de couleurs rouges (béret, foulard ainsi qu’écharpe autour de la taille) et noirs.

#### À Ghisonaccia (Haute-Corse)
Le soir du 23 ou du 24 juin, la paroisse de Ghisonaccia fête Saint Jean le Baptiste. Un office est célébré dans la chapelle Saint-Antoine (sur la route de Ghisoni), puis les fidèles partent en procession, quatre hommes portant une statue du saint, et rejoignent la place centrale du hameau de Ghisonaccia-gare où est dressé un bûcher auquel est mis le feu.

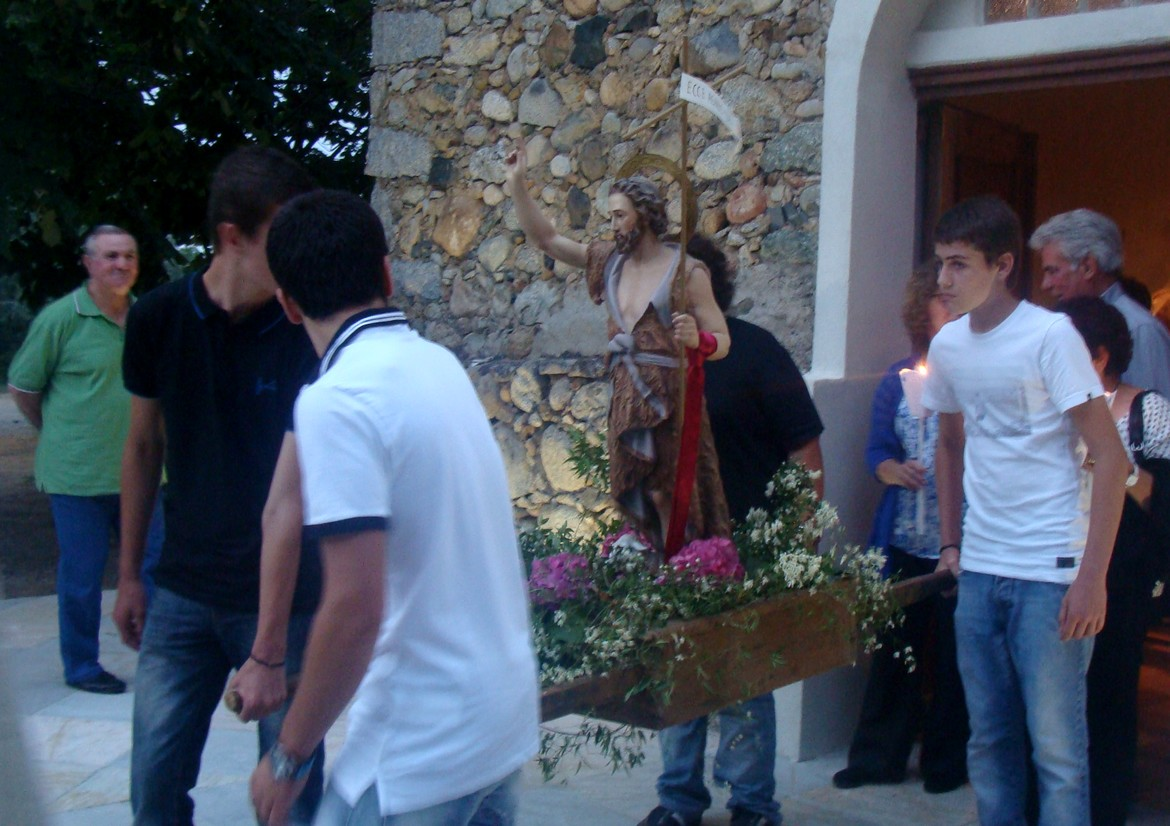
Les hommes portent la statue de Saint Jean à la sortie de la chapelle
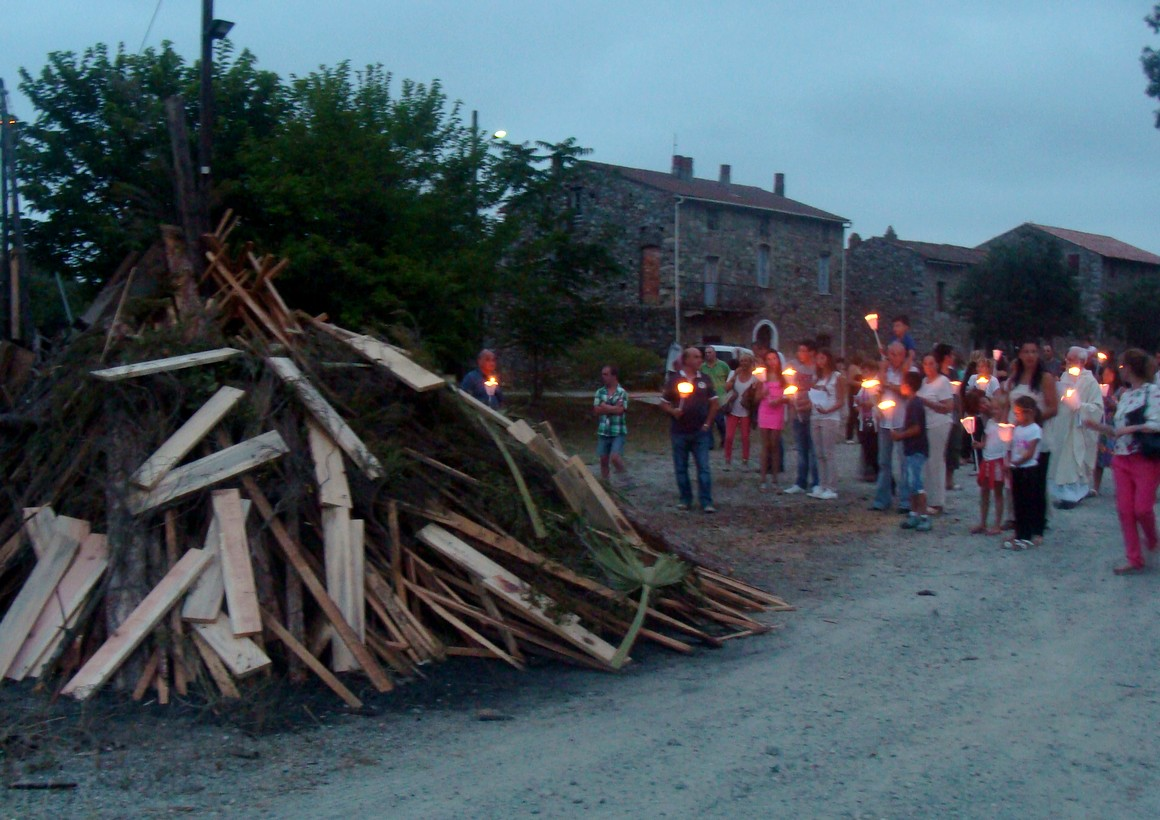
Les fidèles attendent auprès du bûcher
- Mise à feu du bûcher
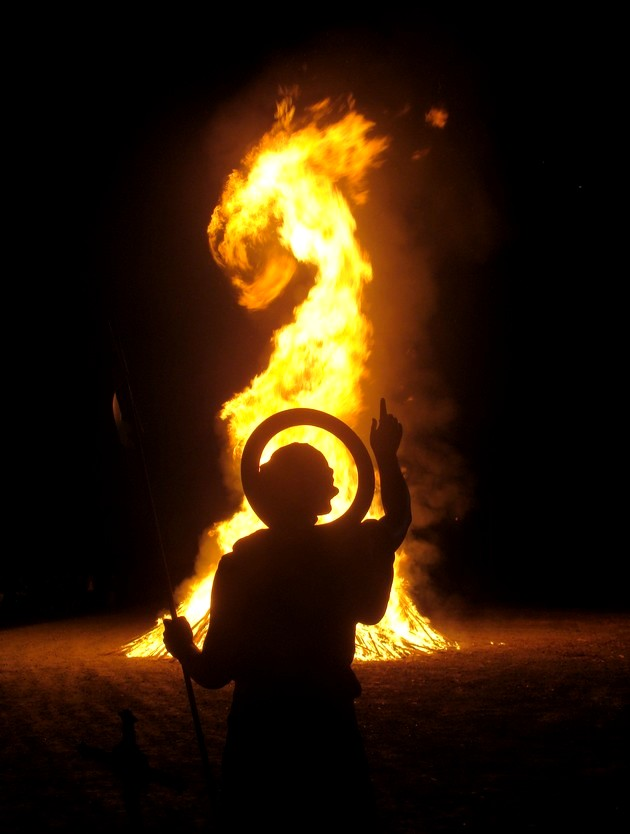
Saint Jean face au bûcher en flammes

### Italie

#### À Turin
La Saint-Jean est la fête patronale de la ville de Turin, marquée par des événements organisés dans la ville : défilé historique, feux d'artifice, etc.

#### En Vallée d'Aoste
La tradition des feux de joie est répandue dans la commune walser de Gressoney-Saint-Jean en honneur du saint patron, à la Saint-Jean d'Été. Ces feux sont appelés localement Sankt Joanns Feuer en allemand.
Cette tradition est également présente à Ayas.
Le terme indiquant les feux de joie de la Saint-Jean dans les différents patois valdôtains, outre à la dénomination générique fouà de Sen Djouàn / de Sèn Piére, dériverait de la voix germanique *BALD, « audacieux », via l'ancien français « bald » : boudéra (à Brusson), abédole (à Ayas), bouidèrotsi (à Champorcher), budoe / abudoe (à Arnad), bedderouve (Champdepraz), bedouye (à Saint-Marcel), booudouye (à Fénis) et bideuye (à Verrayes).

### Venezuela
Présenté par le Venezuela, « le cycle des festivités autour de la vénération et du culte de Saint Jean-Baptiste » est sélectionné sur la liste représentative du patrimoine culturel immatériel de l'humanité par l'UNESCO en décembre 2021.

## Saint-Jean d'hiver
La Saint-Jean d'hiver proche du solstice d'hiver (21 décembre), est la fête de Jean l'Évangéliste, le 27 décembre. À cette époque, le Soleil est au plus bas, il recommence à monter sur l'écliptique.
Cette fête folklorique a lieu à Chièvres, Mons (Belgique) et dans différentes régions françaises, notamment en Bretagne, en Galice, ainsi qu'en Roussillon, principalement à Perpignan.

## Dans la culture populaire

### Dictons[30]
- Avant la Saint-Jean, ta récolte ne vante !
- Avant la Saint-Jean pluie bénite, après la Saint-Jean pluie maudite.
- Beau temps avant la Saint-Jean, bon grain pour l'an.
- A la Saint-Jean, les feux sont grands.
- Les herbes de Saint-Jean gardent leur vertu tout l'an.
- Quand on est bête à la Saint-Jean, on est bête tout le temps.
- Jean et Jean partagent l'an.
- La nuit de la Saint-Jean est la plus courte de l'an.
- Après la Saint-Jean, si le coucou chante, l'année sera dure et méchante.
- Après la Saint-Jean, le rossignol perd son chant.
- Un berger qui vaut quelque argent n'est plus à louer après la Saint-Jean.